# Грин, Александр Степанович
Алекса́ндр Степа́нович Грин (настоящая фамилия Грине́вский; 11 [23] августа 1880, Слободской, Вятская губерния, Российская империя — 8 июля 1932, Старый Крым, СССР) — русский советский писатель, представитель неоромантизма, автор философско-психологических произведений с элементами символической фантастики.
Создатель вымышленной страны, которая благодаря критику К. Л. Зелинскому получила название Гринландия. В этой стране происходит действие многих его произведений, в том числе самых известных его романтических книг: феерии «Алые паруса», романов «Бегущая по волнам», «Золотая цепь», «Блистающий мир».
В период 1903—1917 годов неоднократно подвергался аресту и отбывал тюремный срок за «речи противоправительственного содержания» и распространение революционных идей, «которые вели к подрыванию основ самодержавия и ниспровержению основ существующего строя».

## Биография

### Ранние годы

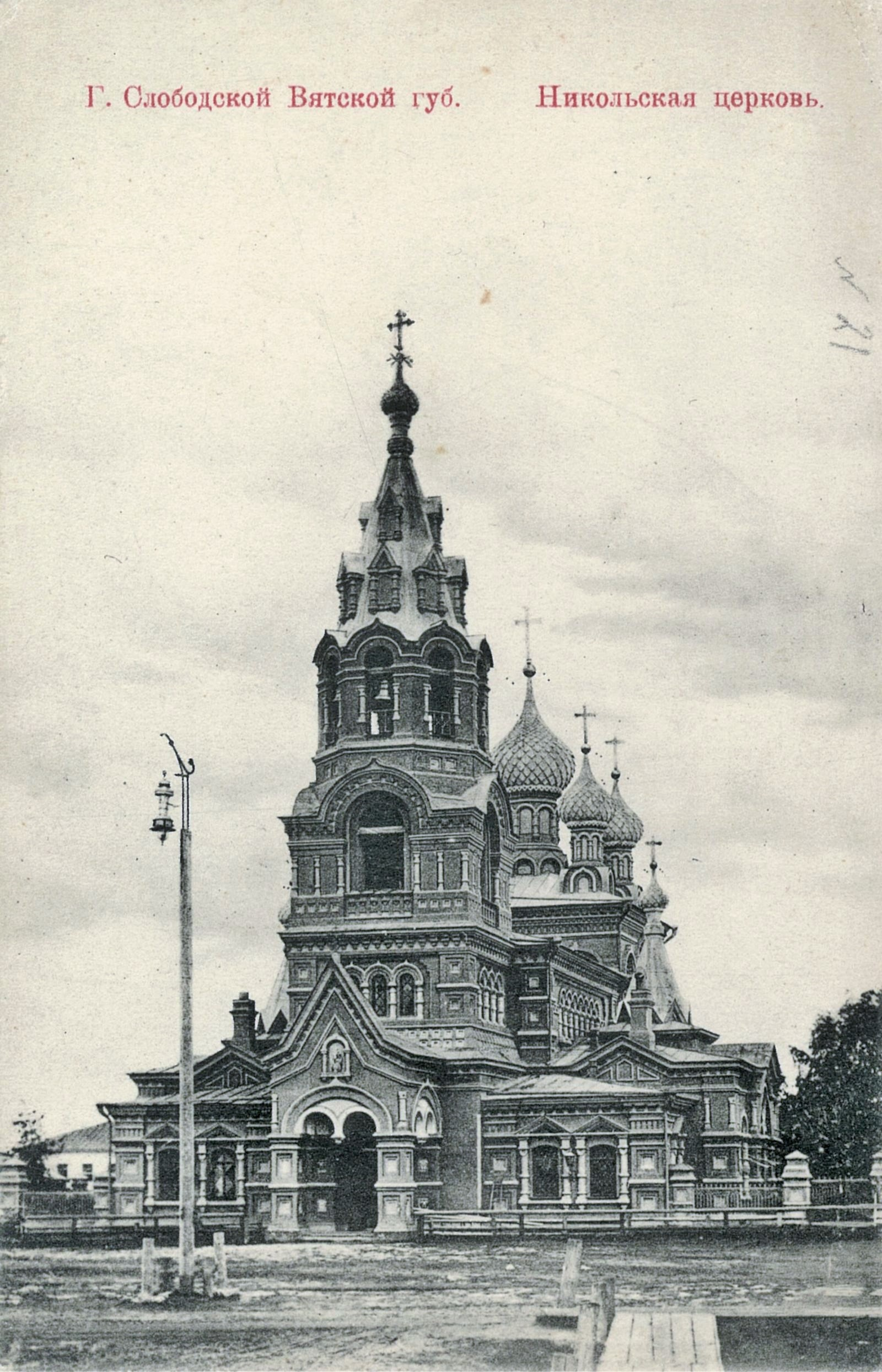
Церковь Николая Чудотворца в Слободском, где Саша был крещён

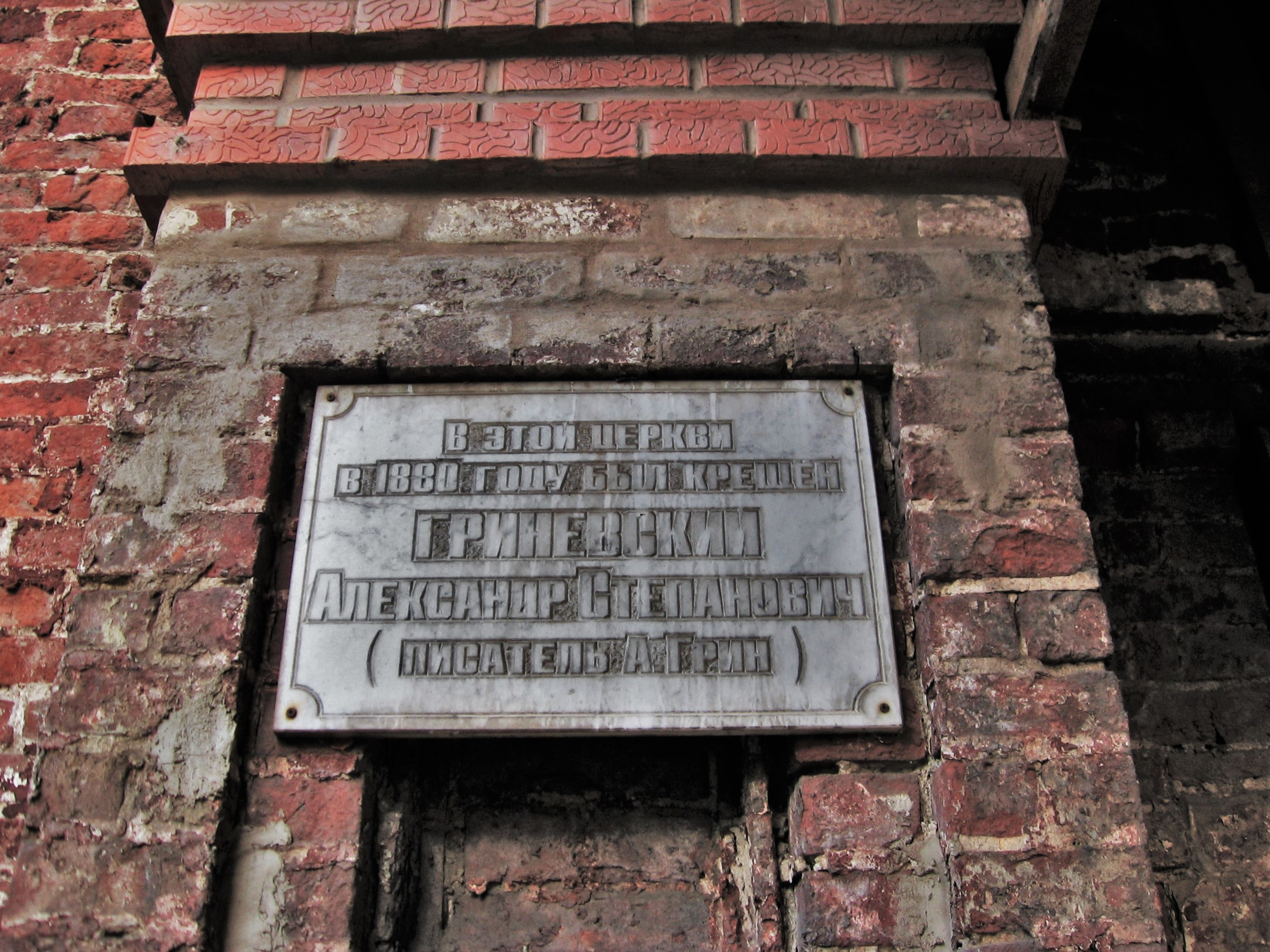
Мемориальная доска на церкви Николая Чудотворца, где был крещён будущий писатель

Александр Гриневский родился 11 (23) августа 1880 года в городе Слободском Вятской губернии. Отец — Стефан Евзибиевич (Степан Евсеевич) Гриневский (пол. Stefan Hryniewski, 1843—1914), польский шляхтич из Дисненского уезда Виленской губернии Российской империи. Не окончив Витебскую гимназию (учился в ней с 1858 года), за участие в январском восстании 1863 года Стефан Гриневский был в 20-летнем возрасте бессрочно сослан в Колывань Томской губернии. Позже ему было разрешено переехать в Вятскую губернию, куда он и прибыл в 1868 году. В России его называли Степаном Евсеевичем. В 1873 году женился на 16-летней русской медсестре Анне Степановне Лепковой (1857—1895). Первые 7 лет детей у них не было, Александр стал первенцем, позднее у него появились брат Борис и две сестры: Антонина и Екатерина.
Саша научился читать в 6 лет, и первой его прочитанной книгой стала «Путешествия Гулливера» Джонатана Свифта. С детства Грин любил книги о мореплавателях и путешествиях. Мечтал уйти в море матросом и, движимый этой мечтой, делал попытки убежать из дома. Воспитание мальчика было непоследовательным: его то баловали, то строго наказывали, то бросали без присмотра.
В 1889 году девятилетнего Сашу отдали в подготовительный класс вятского реального училища. Там соученики впервые дали ему прозвище Грин. В отчёте училища отмечалось, что поведение Александра Гриневского было хуже всех остальных, и в случае неисправления он может быть исключён из училища. Всё же Александр смог окончить подготовительный класс и поступить в первый, но во втором классе он написал оскорбительное стихотворение об учителях и 15 октября 1892 года был-таки из училища исключён. По ходатайству отца Александр вскоре был принят в городское училище, имевшее в Вятке дурную репутацию.
В 14 лет Саша остался без матери, умершей от туберкулёза. Спустя 4 месяца (май 1895 года) отец женился на вдове Лидии Авенировне Борецкой. Отношения Александра с мачехой были напряжёнными, и он поселился отдельно от новой семьи отца. Впоследствии атмосферу провинциальной Вятки Грин охарактеризовал как «болото предрассудков, лжи, ханжества и фальши». Мальчик жил в одиночестве, увлечённо читая книги и сочиняя стихи. Подрабатывал переплётом книг, перепиской документов. С подачи отца увлёкся охотой, но редко возвращался с добычей.

### Скитания и революционная деятельность (1896—1906)
В 1896 году, по окончании четырёхклассного Вятского городского училища, 16-летний Александр уехал в Одессу, решив стать моряком. Отец дал ему 25 рублей и адрес своего одесского друга. Некоторое время «шестнадцатилетний безусый тщедушный узкоплечий отрок в соломенной шляпе» (так иронически описал себя тогдашнего Грин в «Автобиографии») бродяжничал в безуспешных поисках работы и отчаянно голодал. В конце концов, он обратился к другу отца, который накормил его и устроил матросом на пароход «Платон», курсировавший по маршруту Одесса — Батум — Одесса. Впрочем, один раз Грину удалось побывать и за границей, в египетской Александрии.
Моряка из Грина не вышло, — он испытывал отвращение к прозаическому матросскому труду. Вскоре он разругался с капитаном и оставил корабль. В 1897 году Грин вернулся в Вятку, провёл там год и снова уехал на поиски счастья,— на этот раз в Баку. Там перепробовал много профессий — был рыбаком, чернорабочим, работал в железнодорожных мастерских. Летом вернулся к отцу, затем снова ушёл в странствия. Был лесорубом, золотоискателем на Урале, шахтёром на железном руднике, театральным переписчиком. «В течение нескольких лет он пытался войти в жизнь, как в штормовое море; и каждый раз его, избитого о камни, выбрасывало на берег — в ненавистную, обывательскую Вятку; унылый, чопорный, глухой город».

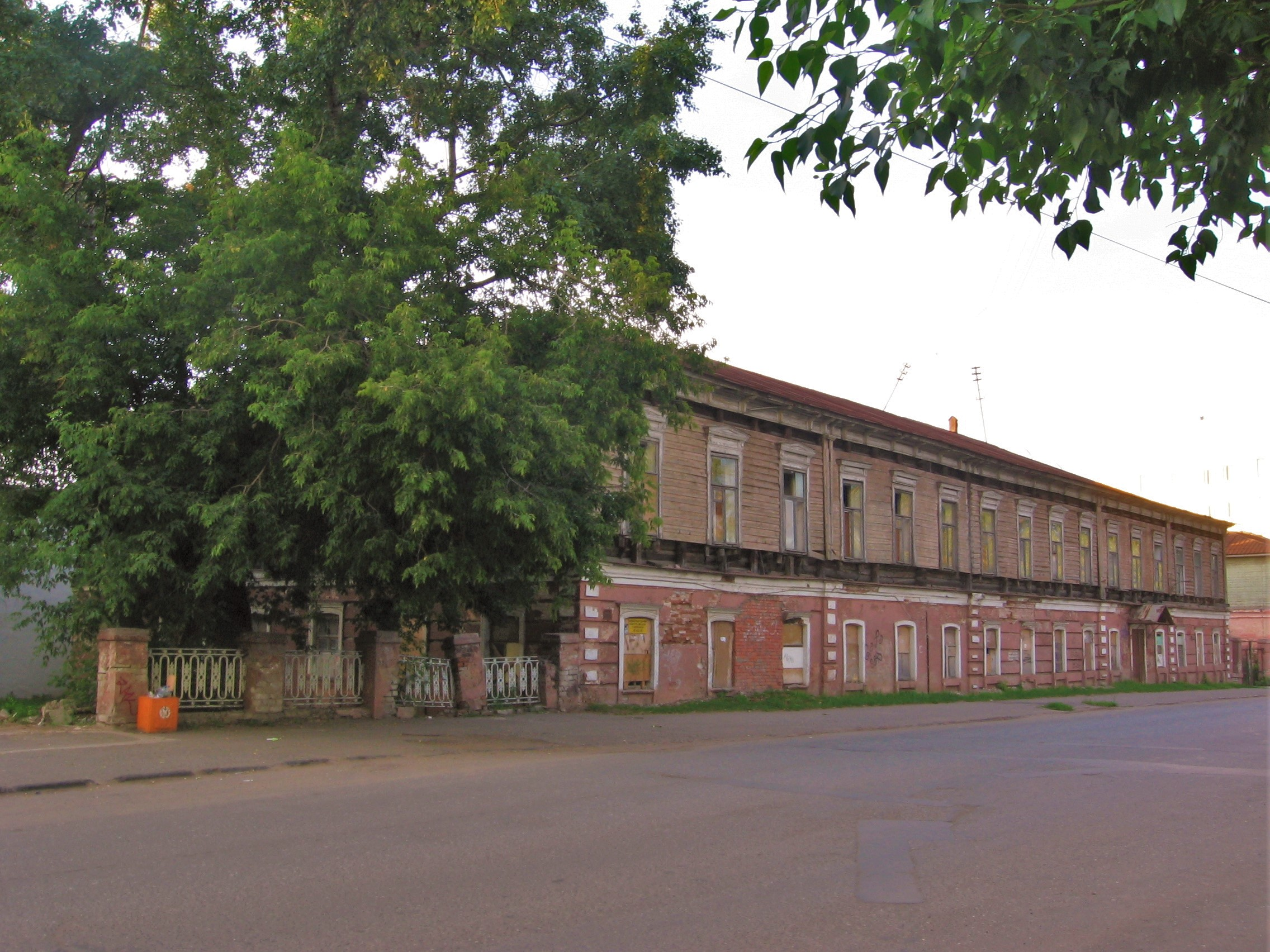
Вятское земское реальное училище. Об одной из причин отчисления Грин писал: «Довольно большая библиотека Вятского земского реального училища <…> была причиной моих плохих успехов»

В феврале 1902 года был предан суду за сбыт краденного (продал золотую цепочку, похищенную его соседом по съёмной квартире), но коллегией присяжных Вятского окружного суда оправдан. После суда Грин прервал череду странствий и, то ли под давлением отца, то ли устав от голодных мытарств, поступил на военную службу — рядовым в 213-й Оровайский резервный пехотный батальон, расквартированный в Пензе. Нравы воинской службы существенно усилили революционные настроения Грина. Спустя шесть месяцев (из которых три с половиной провёл в карцере) он дезертировал, был пойман в Камышине (недалеко от Саратова), снова бежал. В армии Грин познакомился с эсеровскими пропагандистами, которые оценили молодого бунтаря и помогли ему скрыться в Симбирске.
С этого момента Грин, получив партийную кличку Долговязый, искренне отдаёт все силы борьбе с ненавистным ему общественным строем, хотя участвовать в исполнении террористических актов он отказался, ограничившись пропагандой среди рабочих и солдат разных городов. Впоследствии он не любил рассказывать о своей эсеровской деятельности. Эсеры же ценили его яркие, увлечённые выступления. Приведём отрывок из воспоминаний члена ЦК партии эсеров Н. Я. Быховского:

«Долговязый» оказался неоценимым подпольным работником. Будучи сам когда-то матросом и совершив однажды дальнее плавание, он великолепно умел подходить к матросам. Он превосходно знал быт и психологию матросской массы и умел говорить с ней её языком. В работе среди матросов Черноморской эскадры он использовал всё это с большим успехом и сразу же приобрёл здесь значительную популярность. Для матросов он был ведь совсем свой человек, а это исключительно важно. В этом отношении конкурировать с ним никто из нас не мог.

Грин рассказывал позже, что Быховский как-то ему сказал: «Из тебя вышел бы писатель». За это Грин называл его «мой крёстный отец в литературе»:

Уже испытанные: море, бродяжничество, странствия показали мне, что это всё-таки не то, чего жаждет моя душа. А что ей было нужно, я не знал. Слова Быховского были не только толчком, они были светом, озарившим мой разум и тайные глубины моей души. Я понял, чего я жажду, душа моя нашла свой путь.

По партийной работе в Севастополе зимой 1902 года Грин сближается с Екатериной Александровной Бибергаль, потомственной революционеркой, дочерью политкаторжанина Александра Николаевича Бибергаля. Она упомянута в воспоминаниях первой жены Александра Степановича, Веры Павловны Калицкой, которые хранятся в РГАЛИ:

Киска — это партийное имя, так сказать, кличка, под которой скрывалась Екатерина Александровна Б. С этой девушкой была тесно связана полоса жизни А. С. с 1903 по 1906 г. Их первая встреча с А. С. Грином тепло описана в рассказе А. С. «Маленький комитет». Героиня рассказа дана там в очень мягких, привлекательных тонах. К тому же времени относится и другой рассказ А. С-ча «На досуге».

7 октября 1903 года Грин был в очередной раз арестован на Графской пристани в Севастополе. За попытку побега он был переведён в Севастопольскую тюрьму строгого режима, где провёл больше года (в настоящее время в бывшей его камере организована музейная экспозиция, посвящённая писателю).

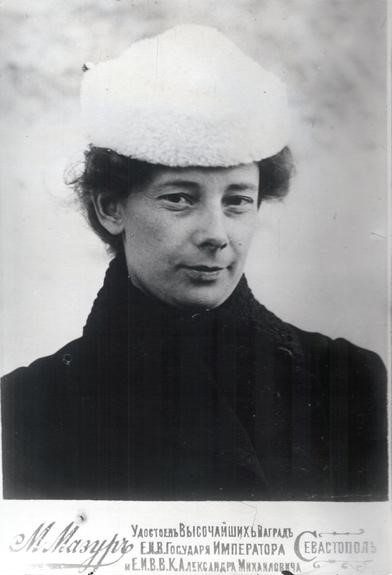
Екатерина Александровна Бибергаль, Севастополь, 1903

В документах полиции характеризуется как «натура замкнутая, озлобленная, способная на всё, даже рискуя жизнью». В январе 1904 года министр внутренних дел В. К. Плеве, незадолго до эсеровского покушения на него, получил от военного министра А. Н. Куропаткина донесение о том, что в Севастополе задержан «весьма важный деятель из гражданских лиц, назвавший себя сперва Григорьевым, а затем Гриневским».
Следствие по делу тянулось больше года (ноябрь 1903 — февраль 1905) из-за двух попыток побега Грина и полного его запирательства в тюрьме в Феодосии. Судил Грина в феврале 1905 года севастопольский военно-морской суд. Прокурор требовал обвиняемому 20 лет каторги. Адвокат А. С. Зарудный сумел снизить меру наказания до 10 лет ссылки в Сибирь.
25 октября 1905 года после второго заключения, длившегося 9,5 месяцев, Грина освободили из Феодосийской тюрьмы по общей амнистии согласно подписанному 17 октября Николаем II «Манифесту об установлении конституционного порядка». 1905 год для России ознаменован первой русской революцией. В Россию из Швейцарии вернулась Е. А. Бибергаль. В январе 1906 года они встретились в Санкт-Петербурге. В ходе бурного разрыва в порыве ревности Грин выстрелил ей в грудь из малокалиберного пистолета, но пуля прошла вскользь. Бибергаль доставили в Обуховскую больницу, где хирург Иван Греков извлёк пулю. Бибергаль отказалась рассказать полиции, кто и почему в неё стрелял. Уже в январе 1906 года Грина снова арестовали в Петербурге. В тюрьме, за отсутствием знакомых и родственников, его навещала (под видом невесты) Вера Павловна Абрамова, дочь богатого чиновника, сочувствовавшая революционным идеалам.
В мае Грина выслали на четыре года в город Туринск Тобольской губернии. Там он пробыл всего три дня и сбежал в Вятку, где с помощью отца раздобыл чужой паспорт на имя Мальгинова (позже это будет один из литературных псевдонимов писателя), по которому уехал в Петербург.

### Начало творчества (1906—1917)
1906—1908 годы стали переломными в жизни Грина. Прежде всего, он стал писателем. Начал печататься в 1906 году, всего опубликовал около четырёхсот произведений.
Летом 1906 года Грин написал два рассказа — «Заслуга рядового Пантелеева» и «Слон и Моська». Первый рассказ был подписан «А. С. Г.» и опубликован осенью того же года. Он был издан как агитброшюра для солдат-карателей и описывал бесчинства армии среди крестьян. Гонорар Грин получил, но весь тираж был конфискован в типографии и уничтожен (сожжён) полицией, случайно сохранились лишь несколько экземпляров. Второй рассказ постигла аналогичная судьба — он был сдан в типографию, но напечатан не был.
Только начиная с 5 декабря того же года рассказы Грина начали доходить до читателей; и первым «легальным» произведением стал написанный осенью 1906 г. рассказ «В Италию», подписанный «А. А. М-в» (то есть Мальгинов). Впервые (под названием «В Италии») он был опубликован в вечернем выпуске газеты «Биржевые ведомости» от 5 (18) декабря 1906 года.
Псевдоним «А. С. Грин» впервые появился под рассказом «Случай» {первая публикация — в газете «Товарищ» от 25 марта (7 апреля) 1907 года}.
В начале 1908 года в Петербурге у Грина вышел первый авторский сборник «Шапка-невидимка» (с подзаголовком «Рассказы о революционерах»). Большинство рассказов в нём — об эсерах.
Другим событием стал окончательный разрыв с эсерами. Существующий строй Грин ненавидел по-прежнему, но он начал формировать свой позитивный идеал, который был совсем не похож на эсеровский.
Третьим важным событием стала женитьба — его мнимая «тюремная невеста» 24-летняя Вера Абрамова стала женой Грина. Нок и Гелли — главные герои рассказа «Сто вёрст по реке» (1912) — это сами Грин и Вера.
По утверждению В. Б. Шкловского, родной тёткой А. С. Грина была петербургская поэтесса, переводчица и драматург Изабелла Гриневская. Это утверждение повторяет Л. И. Борисов, автор художественной биографии «Волшебник из Гель-Гью». Биограф Грина А. Н. Варламов подвергает сомнению версию Шкловского, называя его мистификатором и возможным автором очередной легенды о Грине. Предполагаемые тётя и племянник печатались в одних и тех же иллюстрированных журналах, но вхождение Александра Грина в литературу было вполне самостоятельным.
В 1910 году вышел второй его сборник «Рассказы». Большинство включённых туда рассказов написаны в реалистической манере, но в двух — «Остров Рено» и «Колония Ланфиер» — уже угадывается будущий Грин-романтик. Действие этих рассказов происходит в условной стране, по стилистике они близки к более позднему его творчеству. Сам Грин считал, что начиная именно с этих рассказов его можно считать писателем. В первые годы он печатал по 25 рассказов ежегодно.
Как новый оригинальный и талантливый российский литератор он знакомится с Алексеем Толстым, Леонидом Андреевым, Валерием Брюсовым, Михаилом Кузминым и другими крупными литераторами. Особенно сблизился он с А. И. Куприным. Впервые в жизни Грин стал зарабатывать много денег, которые у него, впрочем, не задерживались, быстро исчезая после кутежей и карточных игр.
По воспоминаниям жены писателя, «Александр Степанович был всегда очень мнителен относительно здоровья, пугался малейшего заболевания. Боязнь же заболеть холерой обратилась у него почти в манию». Чтобы вылечиться от своих страхов, он в июле 1910 года отправился в находившуюся под Ямбургом колонию для прокажённых Крутые ручьи и поселился там под видом служащего, больного проказой, по фальшивому удостоверению, полученному по знакомству. Грин провёл там около месяца.

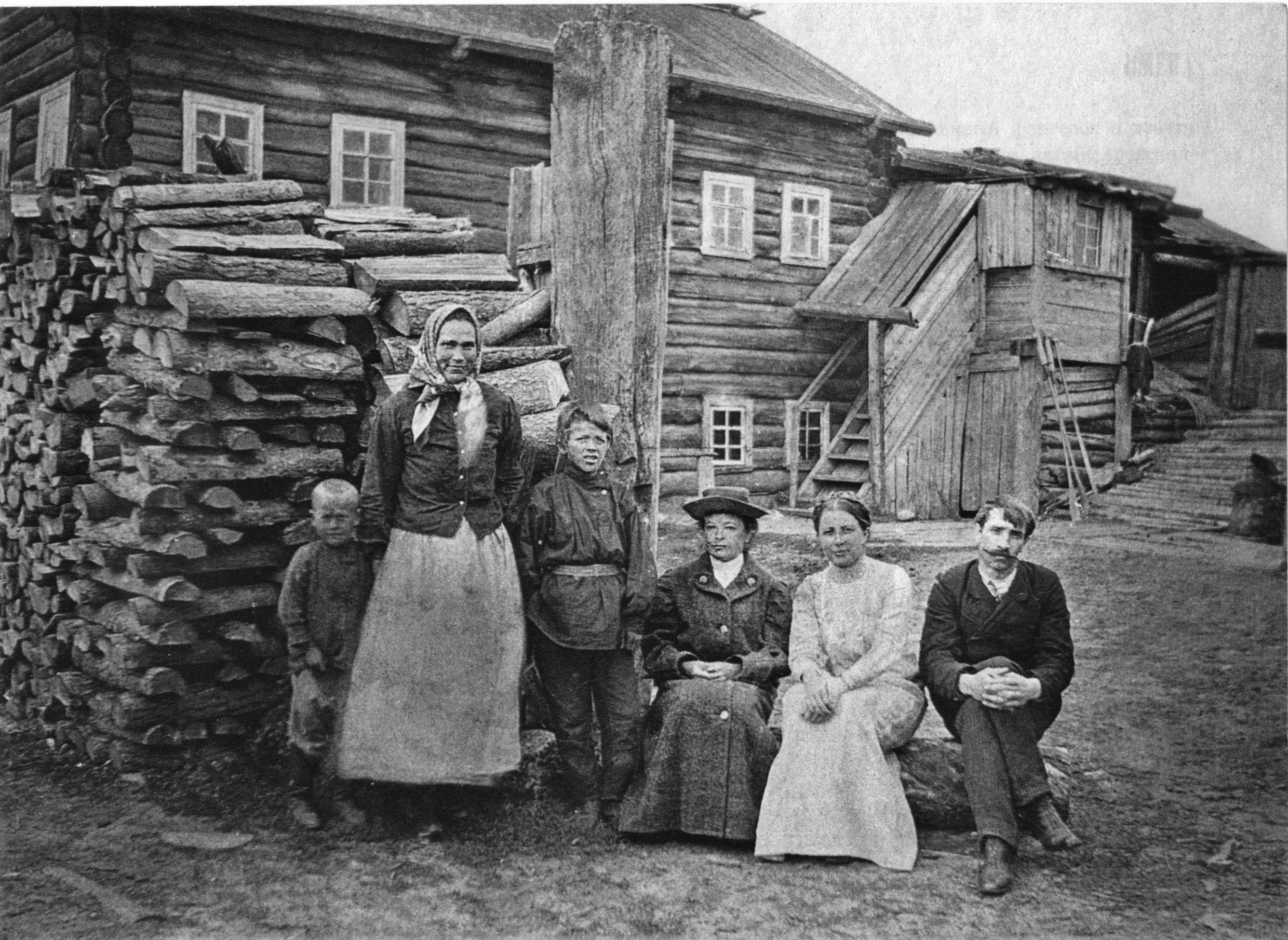
Александр Грин с первой женой Верой в деревне Великий Бор под Пинегой, 1911 год

27 июля 1910 года полиция наконец обнаружила, что писатель Грин — это беглый ссыльный Гриневский. Он был арестован в третий раз и осенью 1911 года был сослан в Пинегу Архангельской губернии. Вера поехала с ним, им разрешили официально обвенчаться. В ссылке Грин написал «Жизнь Гнора» и «Синий каскад Теллури». Срок его ссылки был сокращён до двух лет, и в мае 1912 года Гриневские вернулись в Петербург. Вскоре последовали и другие произведения романтического направления: «Дьявол оранжевых вод», «Зурбаганский стрелок» (1913). В них окончательно формируются черты вымышленной страны, которая литературоведом К. Зелинским будет названа «Гринландия».
Грин публикуется преимущественно в «малой» прессе: в газетах и иллюстрированых журналах. Его произведения печатают «Биржевые ведомости» и приложение к газете журнал «Новое слово», «Новый журнал для всех», «Родина», «Нива» и её ежемесячные приложения, газета «Вятская речь» и многие другие. Изредка его прозу помещают у себя солидные «толстые» ежемесячники «Русская мысль» и «Современный мир». В последнем Грин публиковался с 1912 по 1918 год благодаря знакомству с А. И. Куприным. В 1913—1914 годах в издательстве «Прометей» вышел его трёхтомник.
Осенью 1913 года Вера решила разойтись с мужем. В своих воспоминаниях она жалуется на непредсказуемость и неуправляемость Грина, его постоянные кутежи, взаимное непонимание. Грин сделал несколько попыток примирения, но без успеха. На своём сборнике 1915 года, подаренном Вере, Грин написал: «Единственному моему другу». С портретом Веры он не расставался до конца жизни. Почти одновременно (1914 год) Грина постигла ещё одна утрата: в Вятке умер отец. Фотографию отца Грин тоже хранил во всех своих странствиях.

В 1914 году Грин стал сотрудником популярного журнала «Новый сатирикон», издал в качестве приложения к журналу свой сборник «Происшествие на улице Пса». Работал Грин в этот период чрезвычайно продуктивно. Он ещё не решался приступить к написанию большой повести или романа, но лучшие его рассказы этого времени показывают глубокий прогресс Грина-литератора. Тематика его произведений расширяется, стиль становится всё более профессиональным — достаточно сравнить весёлый рассказ «Капитан Дюк» и утончённую, психологически точную новеллу «Возвращённый ад» (1915).

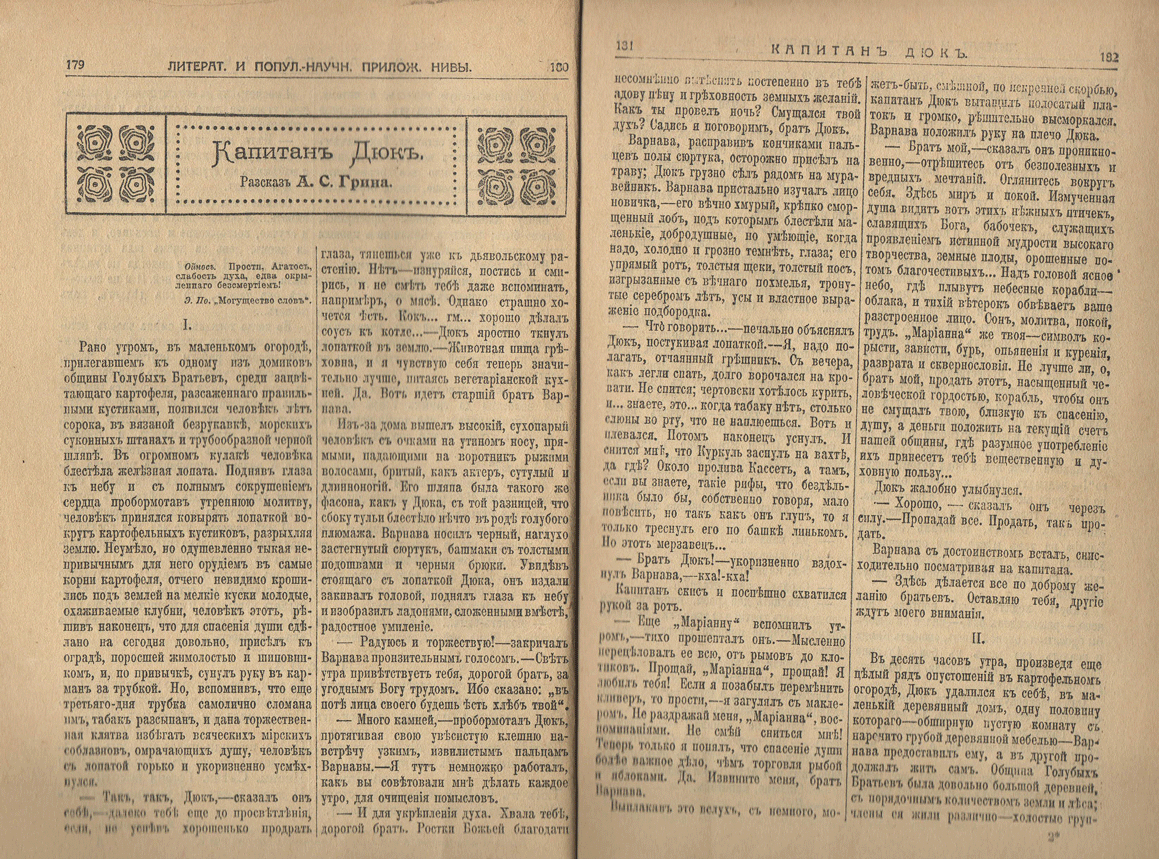
«Капитан Дюк». Ежемесячные литературные и популярно-научные приложения к «Ниве», октябрь 1916 г.

После начала Первой мировой войны некоторые из рассказов Грина приобретают отчётливый антивоенный характер: таковы, например, «Баталист Шуан», «Синий волчок» («Нива», 1915 год) и «Отравленный остров». Из-за ставшего известным полиции «непозволительного отзыва о царствующем монархе», Грин с конца 1916 года был вынужден скрываться в Финляндии, но, узнав о Февральской революции, вернулся в Петроград.
Весной 1917 года он написал рассказ-очерк «Пешком на революцию», свидетельствующий о надежде писателя на обновление. И. С. Соколов-Микитов вспоминал, как они с Грином «жили тревогами и надеждами тех дней». Некоторая надежда на перемены к лучшему наполняет и стихи, написанные Грином в этот период («XX век», 1917, № 13):
    Звучат, гудят колокола,

    И мощно грозное их пенье…

    Гудят, зовут колокола

    На светлый праздник возрожденья.
Вскоре революционная действительность разочаровала писателя.

### В Советской России (1917—1929)
После Октябрьской революции в журнале «Новый сатирикон» и в небольшой малотиражной газете «Чёртова перечница» один за другим появляются заметки и фельетоны Грина, осуждающие жестокость и бесчинства. Он говорил: «В моей голове никак не укладывается мысль, что насилие можно уничтожить насилием». Весной 1918 года правительство Ленина закрыло журнал вместе со всеми другими независимыми изданиями. Грина арестовали в четвёртый раз и чуть не расстреляли. По мнению А. Н. Варламова, факты говорят о том, что Грин «не принял советскую жизнь… ещё яростнее, чем жизнь дореволюционную: он не выступал на собраниях, не присоединялся ни к каким литературным группировкам, не подписывал коллективных писем, платформ и обращений в ЦК партии, рукописи свои и письма писал по дореволюционной орфографии, а дни считал по старому календарю… этот фантазёр и выдумщик — говоря словами писателя из недалёкого будущего — жил не по лжи».
Единственной хорошей новостью стало разрешение разводов, которым Грин немедленно воспользовался. В сентябре 1918 года он вступил в брак с Марией Владиславовной Генсиорской (в первом браке Долидзе, женой театрального антрепренёра Фёдора Евсеевича Долидзе), одной из четырёх дочерей композитора В. В. Генсиорского. Брак распался к маю 1919 года.
Весной 1919 года Грин, как не достигший сорокалетнего возраста, был мобилизован в Красную Армию связистом, но вскоре он заболел сыпным тифом и почти на месяц попал в Боткинские бараки. Максим Горький на свои средства прислал тяжелобольному Грину мёд, чай и хлеб.

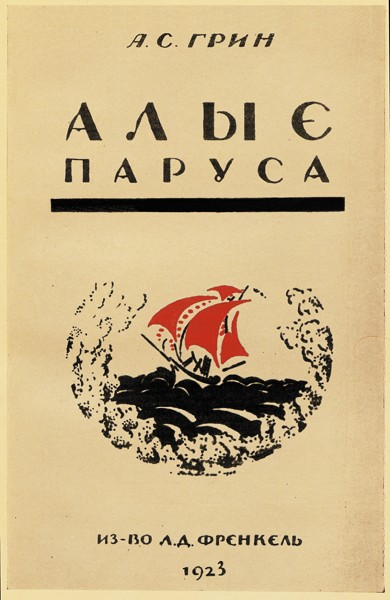
Обложка первого издания (1923)

После выздоровления Грину при содействии всё того же Горького удалось получить академический паёк и жильё — две комнаты в «Доме искусств» на Невском проспекте в доме 15, где Грин жил рядом с Н. С. Гумилёвым, В. А. Рождественским, О. Э. Мандельштамом, В. Кавериным. Соседи вспоминали, что Грин жил отшельником, почти ни с кем не общался, но именно здесь он написал своё самое знаменитое, трогательно-поэтическое произведение — феерию «Алые паруса» (опубликована в 1923 году). «Трудно было представить, что такой светлый, согретый любовью к людям цветок мог родиться здесь, в сумрачном, холодном и полуголодном Петрограде, в зимних сумерках сурового 1920 года; и что выращен он человеком внешне угрюмым, неприветливым и как бы замкнутым в особом мире, куда ему не хотелось никого впускать», — вспоминал Вс. Рождественский. В числе первых этот шедевр оценил Максим Горький, часто читавший гостям эпизод появления перед Ассоль — главной героиней феерии — сказочного корабля.
Весной 1921 года Грин в третий раз женился на 26-летней вдове, медсестре Нине Николаевне Мироновой (по первому мужу Коротковой). Они познакомились ещё в начале 1918 года, когда Нина работала в газете «Петроградское эхо». Её первый муж погиб на войне. Новая встреча произошла в январе 1921 года, Нина отчаянно нуждалась и продавала вещи (Грин позже описал похожий эпизод в начале рассказа «Крысолов»). Через месяц он сделал ей предложение. В течение отведённых Грину судьбой одиннадцати последующих лет они не расставались, и оба считали свою встречу подарком судьбы. Грин посвятил Нине феерию «Алые паруса», завершённую в конце того же 1921 года, посвящение в начале этого произведения звучало так: «Нине Николаевне Грин подносит и посвящает Автор. ПБГ, 23 ноября 1922 г.».
Супруги сняли комнату в 1924 году на Пантелеймоновской, перевезли туда свой скудный багаж: связку рукописей, немного одежды, фотографию отца Грина и неизменный портрет Веры Павловны. Сначала Грина почти не печатали, но с началом НЭПа появились частные издательства, и ему удалось опубликовать новый сборник «Белый огонь» (1922). Сборник включал яркий рассказ «Корабли в Лиссе», который сам Грин считал одним из лучших.
В начале 1920-х годов Грин решился приступить к своему первому роману, который назвал «Блистающий мир». Главный герой этого сложного символистского произведения — |летающий сверхчеловек Друд, убеждающий людей выбрать вместо ценностей «мира сего» высшие ценности Блистающего мира. В 1923 году роман впервые был напечатан в журнале «Красная нива». Продолжал Александр Степанович писать и рассказы, вершинами тут стали «Словоохотливый домовой», «Крысолов», «Фанданго».
На гонорары Грин устроил пир, съездил с Ниной в свой любимый Крым и купил квартиру в Ленинграде, затем продал эту квартиру и переехал в 1924 г. в Феодосию. Инициатором переезда была Нина, которая хотела спасти Грина от петроградских кутежей и притворилась больной. Осенью 1924 года Грин купил квартиру на Галерейной улице, дом № 10 (теперь там Музей Александра Грина). Изредка супруги ездили в Коктебель к Максимилиану Волошину.
В Феодосии Грин написал роман «Золотая цепь» (1925, опубликован в журнале «Новый мир»), задуманный как «воспоминания о мечте мальчика, ищущего чудес и находящего их». Осенью 1926 года Грин закончил свой главный труд  — роман «Бегущая по волнам», над которым работал полтора года. В этом романе соединились лучшие черты таланта писателя: глубокая мистическая идея о потребности в мечте и воплощении мечты, тонкий поэтический психологизм, увлекательный романтичный сюжет. Два года автор пытался опубликовать роман в советских издательствах, и лишь в конце 1928 года книга увидела свет в издательстве «Земля и фабрика». С большим трудом в 1929 году удалось издать и последние романы Грина: «Джесси и Моргиана», «Дорога никуда».
Одновременно советская идеологическая критика развернула кампанию против Грина. В газете «Известия» (2 ноября 1928 года) предостерегали: «В нашу революционную эпоху, эпоху борьбы… за научное марксистское миропонимание, мы должны быть особенно беспощадны ко всем мистико-идеалистическим тенденциям, которые грозят проникнуть в нашу литературу. Ошибка приводит Грина в идеологический тупик». Газета потребовала от писателя «целиком отречься от своей идеалистической философии». В журнале «Книга и профсоюзы» с оценкой «Бегущей по волнам» выступил видный критик Георгий Блок: «Творчество Грина чуждо нашей современности. По своим настроениям и темам книга и непонятна, и чужда рабочему читателю. Созданный воображением Грина мир иных людей и иных отношений не нужен советскому читателю своей отвлеченностью. Рабочему читателю эту книгу не рекомендуем».
Грин грустно отмечал: «Эпоха мчится мимо. Я не нужен ей — такой, какой я есть. А другим я быть не могу. И не хочу». «Пусть за всё моё писательство обо мне ничего не говорили как о человеке, не лизавшем пятки современности, никакой и никогда, но я сам себе цену знаю».

### Под запретом. Последние годы и смерть (1929—1932)

Гуль, любимый ястреб Грина, со своим хозяином (1929). Ему посвящён рассказ писателя «История одного ястреба»

В 1927 году частный издатель Л. В. Вольфсон начал издавать 15-томное собрание сочинений Грина, но вышли только 8 томов, после чего Вольфсона арестовало ГПУ. НЭПу приходил конец. Попытки Грина настоять на выполнении контракта с издательством приводили только к огромным судебным издержкам и разорению. У Грина снова стали повторяться запои. Однако, в конце концов, семье Грина всё же удалось выиграть процесс, отсудив семь тысяч рублей, которые, впрочем, сильно обесценила инфляция.
Квартиру в Феодосии пришлось продать. В мае 1930 года Гриневские переехали в город Старый Крым, где жизнь была дешевле. С 1930 года советская цензура, с мотивировкой «вы не сливаетесь с эпохой», запретила переиздания Грина и ввела ограничение на новые книги: по одной в год. Грин с женой голодали и часто болели. Писатель пытался охотиться на окрестных птиц с луком и стрелами, но безуспешно.
Роман «Недотрога», начатый Грином в это время, так и не был закончен, хотя некоторые критики считают его лучшим в его творчестве. Грин мысленно продумал до конца весь сюжет и сказал Нине: «Некоторые сцены так хороши, что, вспоминая их, я сам улыбаюсь». В конце апреля 1931 года, будучи уже серьёзно больным, Грин в последний раз ходил (через горы) в Коктебель, в гости к Волошину. Этот маршрут до сих пор популярен среди туристов и известен как «тропа Грина».
Во втором, третьем, четвёртом и девятом номерах за 1931 год журнал «Звезда» опубликовал отдельные главы «Автобиографической повести». Эта публикация, благодаря дружескому участию Н. С. Тихонова, на время выручила семью из трудного положения.

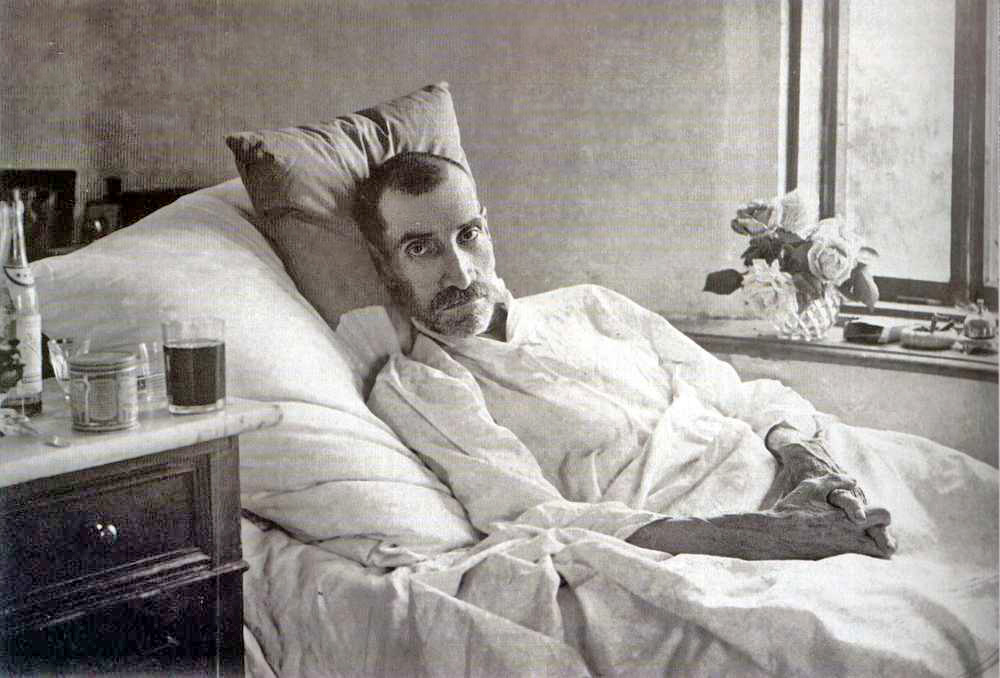
На смертном одре. Старый Крым. 1932 год

Летом Грин съездил в Москву, но ни одно издательство не проявило интереса к его новому роману. По возвращении Грин устало сказал Нине: «Амба нам. Печатать больше не будут». На просьбу о пенсии от Союза писателей ответа не было. Как выяснили историки, на заседании правления Всероссийского союза писателей член правления Лидия Сейфуллина заявила: «Грин — наш идеологический враг. Союз не должен помогать таким писателям! Ни одной копейки принципиально!»
Ещё одну просьбу о помощи Грин направил М. Горькому; неизвестно, дошла ли она по назначению, но ответа тоже не было. В воспоминаниях Нины Николаевны этот период охарактеризован одной фразой: «Тогда он стал умирать».

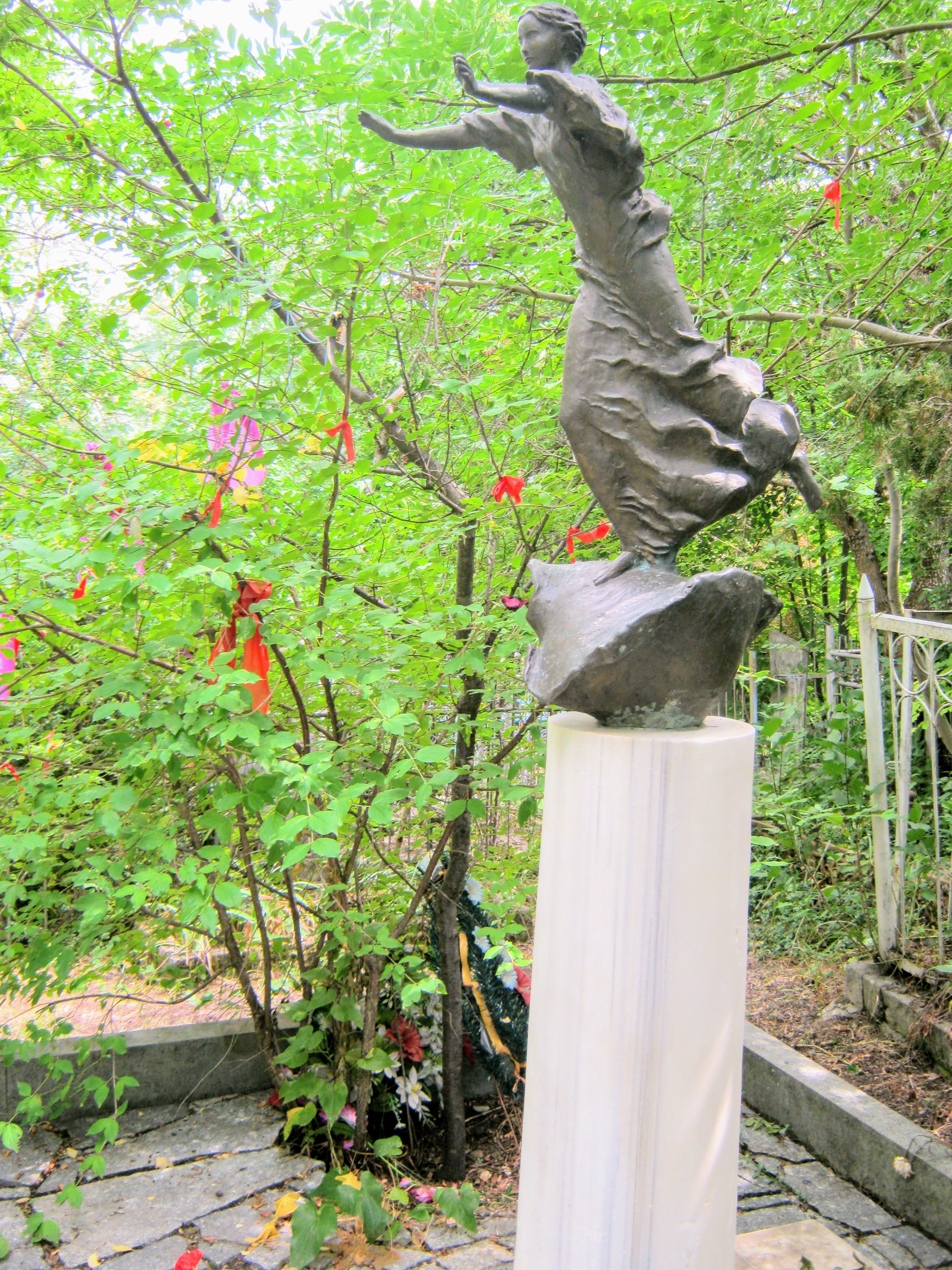
Могила Грина. Памятник «Бегущая по волнам»

В мае 1932 года, после новых ходатайств, неожиданно пришёл перевод на 250 руб. от Союза писателей, посланный почему-то на имя «вдовы писателя Грина Надежды Грин», хотя Грин был ещё жив. Существует легенда, что причиной было последнее озорство Грина — он послал в Москву телеграмму «Грин умер вышлите двести похороны».
Александр Грин скончался 8 июля 1932 года, в 19:30, на 52-м году жизни, в Старом Крыму, от рака желудка. За два дня до смерти он попросил пригласить священника и исповедался.
Похоронен писатель на городском кладбище Старого Крыма. Нина выбрала место, откуда видно море. На могиле Грина скульптором Татьяной Гагариной установлен памятник «Бегущая по волнам».

## Возвращение советским читателям
Узнав о смерти Грина, несколько ведущих советских писателей призвали издать сборник его произведений; к ним присоединилась даже Сейфуллина. Сборник Грина «Фантастические новеллы» вышел через 2 года, в 1934 году. Обширное предисловие к этому сборнику написал маститый критик Корнелий Зелинский.
Вдова писателя продолжала жить в Старом Крыму, в саманном домике, работала медсестрой. Когда гитлеровская армия захватила Крым, Нина осталась с тяжело больной матерью на оккупированной нацистами территории, работала в оккупационной газете «Официальный бюллетень Старо-Крымского района». Затем она была угнана на трудовые работы в Германию, в 1945 году добровольно вернулась из американской зоны оккупации в СССР.
После суда Нина Грин получила десять лет лагерей за «коллаборационизм и измену Родине», с конфискацией имущества. Отбывала заключение в лагерях на Печоре. Большую поддержку, в том числе вещами и продуктами, оказывала ей первая жена Грина, Вера Павловна. Нина Грин отбыла почти весь свой срок и вышла на свободу в 1955 году по амнистии (реабилитирована в 1997 году). Вера Павловна умерла раньше, в 1951 году.

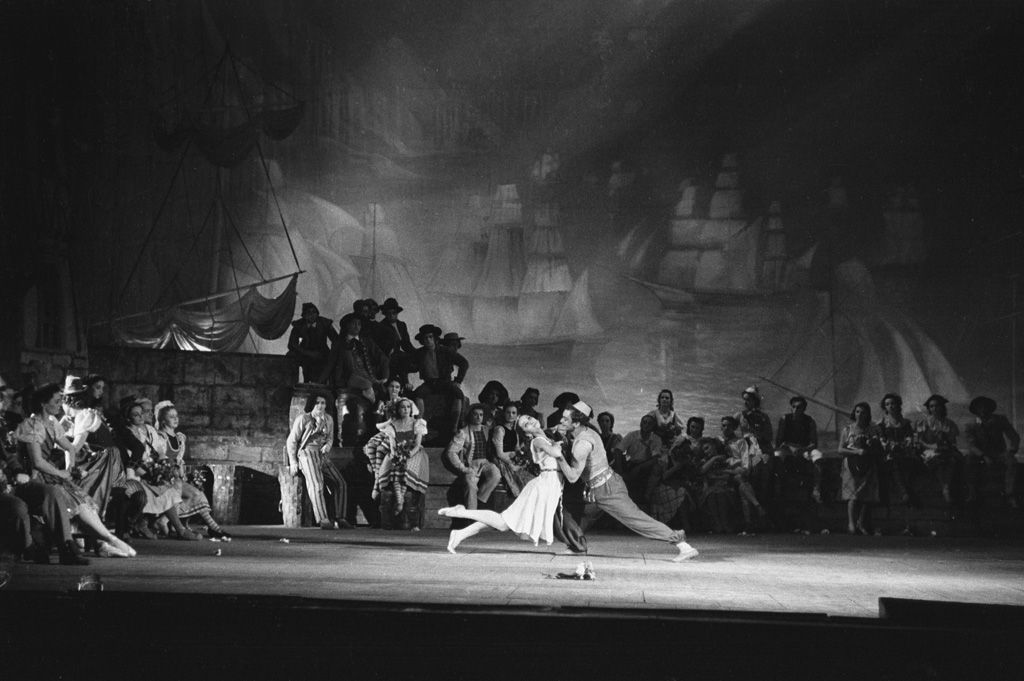
Сцена из балета В. М. Юровского «Алые паруса». Большой театр, 5 декабря 1943 г. Ассоль — Ольга Лепешинская.

Между тем книги «советского романтика» Грина продолжали издаваться в СССР вплоть до 1944 года. В блокадном Ленинграде транслировались радиопередачи с чтением «Алых парусов» (1943), в Большом театре прошла премьера балета «Алые паруса». В 1945 году вышла повесть Л. И. Борисова «Волшебник из Гель-Гью» об Александре Грине, заслужившая похвалы К. Г. Паустовского и Б. С. Гриневского, но в дальнейшем — осуждение со стороны Н. Н. Грин.
В годы «ждановщины» (1948—1953) Александр Грин, как и многие другие деятели культуры (А. А. Ахматова, М. М. Зощенко, Д. Д. Шостакович), был в советской печати ошельмован как «космополит», чуждый пролетарской литературе, «воинствующий реакционер и духовный эмигрант». Например, «разоблачению» Грина была посвящена статья В. Важдаева «Проповедник космополитизма: Нечистый смысл „чистого искусства“ Александра Грина» («Новый мир», № 1, 1950). Книги Грина в массовом порядке изымали из библиотек. Как заметил Кир Булычёв, Грин «умер, так и не испив при жизни той чаши унижений и оскорблений, что выпали на его долю после смерти… Я помню большую статью (кажется, в „Новом мире“), где утверждалось, что псевдоним Грин взял себе исключительно из низкопоклонских соображений, что целью его жизни было разложить советский народ и обезоружить его перед наступлением империализма. Читателю наших дней, воспитанному на романтике „Алых парусов“, покажется дикой ненависть к Грину, которой были полны литературоведческие статьи послевоенной эпохи — но это так».
После смерти Сталина (1953) запрет на некоторых писателей был снят. Начиная с 1956 года, усилиями К. Паустовского, Ю. Олеши, И. Новикова и других, Грин был возвращён в литературу. Его произведения издавались миллионными тиражами. Получив стараниями друзей Грина гонорар за «Избранное» (1956), Нина Грин приехала в Старый Крым, с трудом отыскала заброшенную могилу мужа и выяснила, что дом, где умер Грин, перешёл к председателю местного исполкома и использовался как сарай и курятник. В 1960 году, после нескольких лет борьбы за возвращение дома, Нина Грин открыла на общественных началах «Музей Грина в Старом Крыму». Там она провела последние десять лет своей жизни, с пенсией 21 рубль (авторские права больше не действовали). В июле 1970 года был открыт также Музей Грина в Феодосии, а год спустя дом Грина в Старом Крыму тоже получил статус музея. Его открытие крымским обкомом КПСС увязывалось с конфликтом с Ниной Николаевной: «Мы за Грина, но против его вдовы. Музей будет только тогда, когда она умрёт».
Нина Николаевна Грин скончалась 27 сентября 1970 года в киевской больнице. Похоронить себя она завещала рядом с мужем. Местное партийное начальство, раздражённое утратой курятника, наложило запрет, и Нина Грин была похоронена в другом конце кладбища. 23 октября следующего года, в день рождения Нины Грин, шестеро её друзей ночью перезахоронили гроб в предназначенное ему место.

## Творчество и личная позиция

### Художественные и идейные особенности прозы
Грин открыто дидактичен, то есть его произведения основаны на ясной системе ценностей и предлагают читателю принять и разделить с автором эти идеалы.
Общепризнано, что Грин — романтик, «рыцарь мечты». Мечту Грин понимает как стремление духовно богатого человека к высшим, истинно человеческим ценностям, противопоставляя их бездушию, жадности и животным удовольствиям. Трудный выбор между этими двумя путями и последствия сделанного выбора — одна из важных тем у Грина. Его цель — показать, как органичны для человека добро и мечта, любовь и сострадание, и как разрушительны зло, жестокость, отчуждение. Критик Ирина Васюченко отмечает редкостную прозрачность и чистоту нравственной атмосферы, свойственной прозе Грина. «Автор больше чем верит в могущество добрых начал жизни — он его знает». Существуя одновременно в реальном мире и в мире мечты, Грин ощущал себя «переводчиком между этими двумя мирами». В «Алых парусах» автор, устами Грея, призывает «творить чудо» для другого человека; «Новая душа будет у него и новая у тебя». В «Блистающем мире» аналогичный призыв: «Введите в свою жизнь тот мир, блёстки которого уже даны вам щедрой, тайной рукой».
Среди инструментальных средств Грина — прекрасный вкус, чуждый натурализму, способность простыми средствами возвысить рассказ до уровня глубокой притчи, яркий захватывающий сюжет. Критики отмечают, что Грин невероятно «кинематографичен». Перенос действия в вымышленную страну — также продуманный приём: «Грину важен по большому счёту человек и только человек вне его связи с историей, национальностью, богатством или бедностью, религией и политическими убеждениями. Грин как бы абстрагирует, очищает своих героев от этих наслоений и стерилизует свой мир, потому что так человек ему лучше виден».
Писатель сосредоточен на борьбе в человеческой душе и с удивительным мастерством изображает тончайшие психологические нюансы. «Объём знаний Грина в этой области, точность изображения сложнейших психических процессов, подчас превосходящих уровень представлений и возможности его времени, вызывают сегодня удивление специалистов».
«Грин говорил, что, бывает, часы проводит над фразой, добиваясь наивысшей полноты её выражения, блеска». Он был близок к символистам, которые пытались расширить возможности прозы, дать ей больше измерений — отсюда частое употребление метафор, парадоксальные сочетания слов и т. д.
Образец гриновского стиля на примере из «Алых парусов»:

Она умела и любила читать, но и в книге читала преимущественно между строк, как жила. Бессознательно, путём своеобразного вдохновения она делала на каждом шагу множество эфирно-тонких открытий, невыразимых, но важных, как чистота и тепло. Иногда — и это продолжалось ряд дней — она даже перерождалась; физическое противостояние жизни проваливалось, как тишина в ударе смычка, и всё, что она видела, чем жила, что было вокруг, становилось кружевом тайн в образе повседневности.

### Грин-стихотворец
Аэростат летел над полем смерти.

Два мудреца в корзине спор вели.

Один сказал: «Взовьёмся к синей тверди!

Прочь от земли!

Земля безумна; мир её кровавый

Неукротим, извечен и тяжёл.

Пусть тешится кровавою забавой,

Сломав ограду, подъярёмный вол!

Там, в облаках, не будет нам тревоги,

Прекрасен мрамор их воздушных форм.

Прекрасен блеск, и сами мы, как боги,

Вдохнем благой нирваны хлороформ.

Открыть ли клапан?» «Нет! — второй ответил. —

Я слышу гул сраженья под собой…

Движенья войск ужель ты не приметил?

Они ползут как муравьиный рой;

Квадраты их, трапеции и ромбы

Здесь, с высоты, изысканно смешны…

О, царь земли! Как ты достоин бомбы,

Железной фурии войны!

Ужель века неимоверных болей,

Страданий, мудрости к тому лишь привели,

Чтоб ты, влекомый чуждой волей,

Лежал, раздавленный, в пыли?!

Нет, — спустимся.

Картина гнусной свалки,

Вблизь наблюдённая, покажет вновь и вновь,

Что человечеству потребны палки,

А не любовь».
С 1907 года в печати появляются поэтические произведения Грина, хотя писать стихи Грин начал ещё в вятском реальном училище. Одно из стихотворений сослужило тогда двенадцатилетнему ученику дурную службу — в 1892 году он был отчислен. После поступления в вятское городское училище писание стихов продолжилось. Грин рассказывал об этом периоде так:

Иногда я писал стихи и посылал их в «Ниву», «Родину», никогда не получая ответа от редакций, хотя прилагал на ответ марки. Стихи были о безнадёжности, беспросветности, разбитых мечтах и одиночестве, — точь-в-точь такие стихи, которыми тогда были полны еженедельники. Со стороны можно было подумать, что пишет сорокалетний чеховский герой, а не мальчик одиннадцати-пятнадцати лет
— А. С. Грин, «Автобиографическая повесть»
В более ранней автобиографии, написанной в 1913 году, Грин заявлял: «В детстве я усердно писал плохие стихи». Первые зрелые стихи, появившиеся в печати, как и его проза, носили реалистический характер. Кроме того, сатирическая жилка Грина-гимназиста вовсю проявила себя во «взрослых» стихах поэта, что нашло отражение в длительном сотрудничестве с журналом «Новый сатирикон». В 1907 году в газете «Сегодня» появилось его первое стихотворение «Элегия» («Когда волнуется краснеющая Дума», на мотив лермонтовского стихотворения «Когда волнуется желтеющая нива»). Но уже в стихах 1908—1909 года в его творчестве отчётливо проявились романтические мотивы: «Молодая смерть», «Бродяга», «Мотыка».
Среди поэтов старшего поколения наиболее притягательным для Александра Грина А. Н. Варламов называет имя Валерия Брюсова. Биограф Грина делает следующий вывод: Грин «в молодости писал стихи, в которых влияние символизма ощущается сильнее, чем в его прозе». В годы революции Грин отдал дань гражданской поэзии: «Колокола», «Спор», «Петроград осенью 1917 года». Литературовед и поэт-эмигрант Вадим Крейд в конце XX столетия так отозвался в нью-йоркском «Новом журнале» о последнем стихотворении: «„Петроград осенью 1917 года“ А. Грина — стихи газетные, имеющие в себе что-то от репортажа, но этим-то и ценные, ибо они историчны в прямом смысле слова. Такого рода стихи писали Пётр Потёмкин и Саша Чёрный, поэт Леон Мунштейн и „красный“, как он сам себя называл, газетный поэт Василий Князев».
Многие лирические стихотворения поэта 1910—1920-х годов были посвящены Вере Павловне Абрамовой (Калицкой), Нине Николаевне Мироновой (Грин). В 1919 году он публикует в редактировавшемся А. В. Луначарским журнале «Пламя» поэму «Фабрика Дрозда и Жаворонка». Однако к 1920-м годам Грин-прозаик заслонил собой Грина-поэта.
Первая попытка издать в советское время (начало 1960-х годов) поэтический сборник Грина окончилась неудачей. Лишь вмешательство поэта Леонида Мартынова поколебало устоявшееся мнение: «Стихи Грина необходимо публиковать. И как можно скорее». Как пишет Н. Орищук, пригодился факт писания Грином сатирических стихотворений. Это позволило советской критике сделать вывод о революционной настроенности поэта. Однако Орищук полагает, что в утверждении о подверженности Грина революционным настроениям кроется один из советских мифов о Грине, а именно миф о Грине как авторе политической декларации. Так или иначе, одно стихотворение «Элегия» Грина было опубликовано в 1969 году в большой серии «Библиотека поэта» в составе издания «Стихотворная сатира первой русской революции (1905—1907)». В Собрании сочинений Грина 1991 года в составе третьего тома было напечатано 27 стихотворений поэта.

### Место в литературе

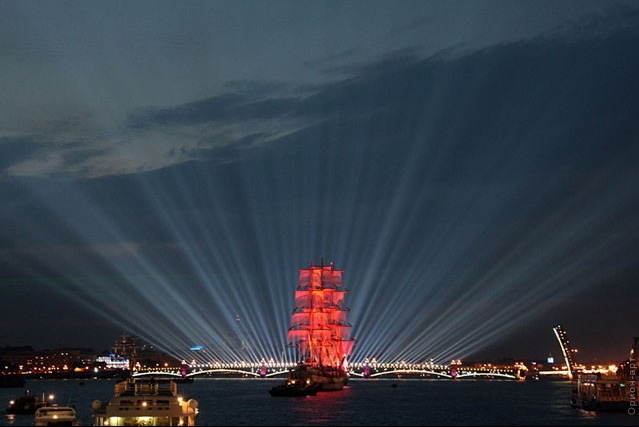
Парусник, символизирующий корабль Грэя из повести А. С. Грина «Алые паруса»

Александр Грин занимает в русской и мировой литературе особое место. У него не было ни предшественников, ни прямых продолжателей. Критики пытались сравнивать его с близкими по стилю Эдгаром По, Эрнстом Гофманом, Робертом Стивенсоном, Бретом Гартом и другими — но каждый раз выяснялось, что сходство это поверхностно и ограниченно. «Он вроде бы и классик советской литературы, а вместе с тем не совсем: он в одиночестве, вне обоймы, вне ряда, вне литературной преемственности».
Даже жанр его произведений определить трудно. Иногда книги Грина относят к фантастике (или фэнтези), но сам он против этого протестовал. Юрий Олеша вспоминал, что как-то выразил Грину своё восхищение замечательной фантастической идеей летающего человека («Блистающий мир»), но Грин даже обиделся: «Это символический роман, а не фантастический! Это вовсе не человек летает, это парение духа!». Значительная часть произведений Грина не содержит никаких фантастических приёмов (например, «Алые паруса»).
Однако при всём своеобразии творчества Грина основные его ценностные ориентиры находятся в русле традиций русской классики. Из сказанного выше об идейных мотивах прозы Грина можно сформулировать краткие выводы: Грин — моралист, талантливый защитник традиционных для русской литературы гуманистических нравственных идеалов. «В большинстве своём произведения А. Грина — это поэтически и психологически утончённые сказки, новеллы и этюды, в которых рассказывается о радости сбывающихся фантазий, о праве человека на большее, чем простое „проживание“ на земле, и о том, что земля и море полны чудес — чудес любви, мысли и природы, — отрадных встреч, подвигов и легенд… В романтике гриновского типа „покоя нет, уюта нет“, она происходит от нестерпимой жажды увидеть мир совершеннее, возвышеннее, и потому душа художника столь болезненно реагирует на всё мрачное, скорбное, приниженное, обижающее гуманность».
Поэт Леонид Мартынов, почитавший творчество Александра Грина, в конце 1960-х годов обращал внимание современников на то, что «Грин был не только прекрасным романтиком, но одним из блестящих критических реалистов». Из-за переиздания одних и тех же произведений Грина знают «далеко не целиком, представляя его всё ещё как-то односторонне, зачастую сусально-романтически».

### Религиозные взгляды

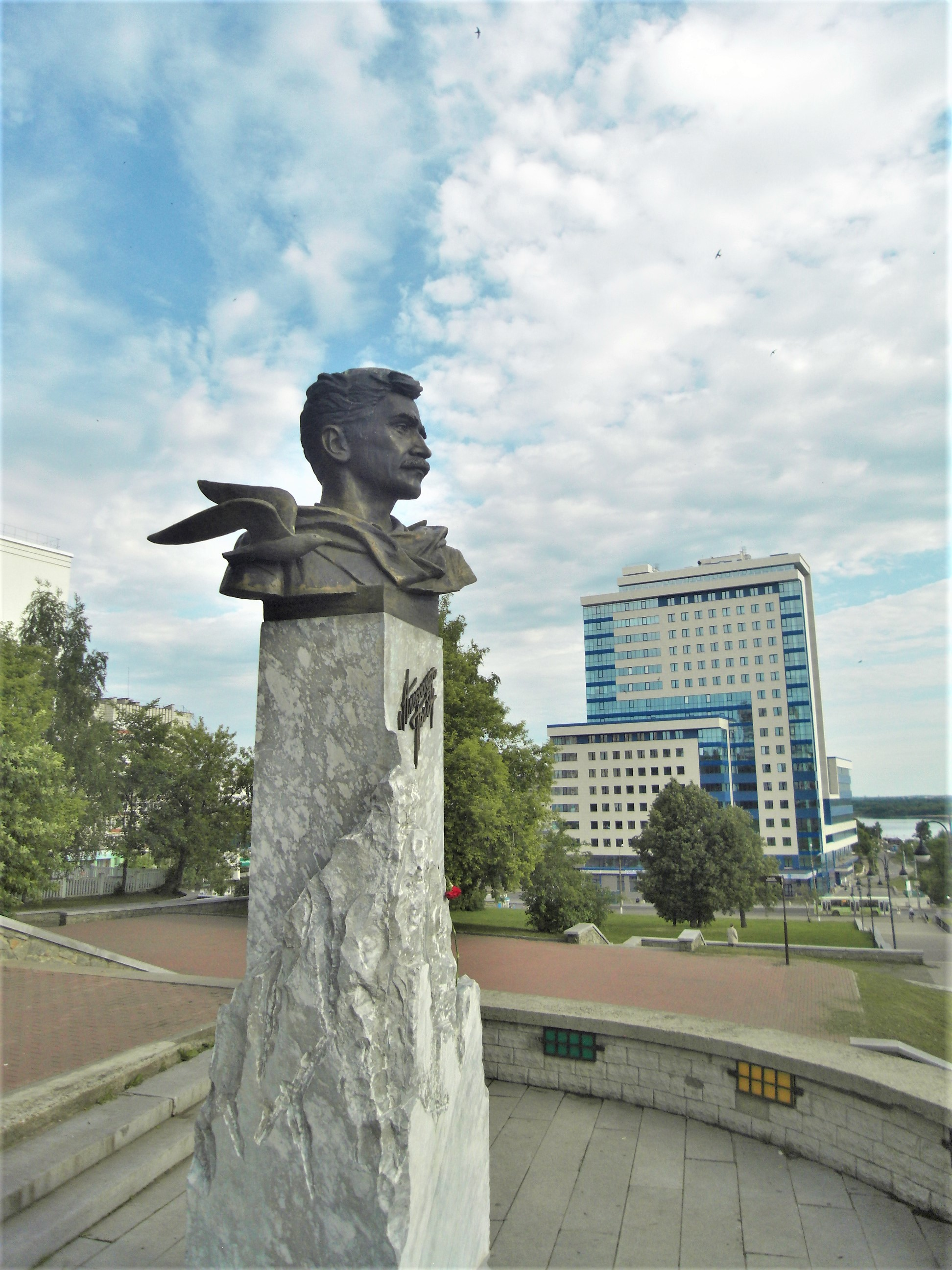
Молодой Грин. Бюст на набережной Грина в Кирове

По законам Российской империи православные подданные, вступавшие в брак с лицами другой христианской конфессии, давали обязательную подписку о крещении будущих детей непременно в православии. Поэтому Александр Грин был крещён по православному обряду, хотя его отец-поляк на дату его рождения оставался католиком (он принял православие, когда Александру исполнилось 11 лет). Некоторые эпизоды его ранней жизни, описанные в «Автобиографической повести», трактуются как показатель того, что в молодости Грин был далёк от религии.
Позднее религиозные взгляды Грина стали меняться. В романе «Блистающий мир» (1921) содержится обширная и яркая сцена, которую впоследствии по требованию советской цензуры вырезали: Руна заходит в деревенскую церковь, становится на колени перед нарисованной «святой девушкой из Назарета», рядом с которой «задумчивые глаза маленького Христа смотрели на далёкую судьбу мира». Руна просит Бога укрепить её веру, и в ответ видит, как на картине появляется Друд и присоединяется к Христу и Мадонне. Эта сцена и многочисленные обращения Друда в романе показывают, что Грин рассматривал свои идеалы как близкие христианским, как один из путей в Блистающий мир, «где тихо и ослепительно».
Нина Николаевна вспоминала, что в Крыму они часто посещали церковь, любимым праздником Грина была Пасха. В письме Вере незадолго до смерти (1930) Грин пояснил: «Мы с Ниной верим, ничего не пытаясь понять, так как понять нельзя. Нам даны только знаки участия Высшей Воли в жизни». Грин отказался дать интервью журналу «Безбожник», сказав «Я верю в Бога». Перед смертью Грин пригласил местного священника, исповедовался и причастился.

## Творчество в зеркале критики

### Дореволюционная критика
Отношение литературных критиков к творчеству Грина было неоднородным и менялось с течением времени. Дореволюционная критика в целом пренебрежительно относилась к произведениям Грина, несмотря на то, что ранние реалистические рассказы Грина были хорошо приняты читателями. В частности, критик-меньшевик Н. В. Вольский осуждал Грина за чрезмерный показ насилия. Последовавший за реалистическим новый романтический этап творчества писателя, проявившийся в выборе экзотических имён и сюжетов, также критикам не понравился, Грина не принимали всерьёз и обвиняли в эпигонстве, подражании Эдгару По, Э. Т. А. Гофману, Джеку Лондону, Хаггарду. На защиту писателя встали Л. Н. Войтоловский и А. Г. Горнфельд, считавшие, что уподобление Грина популярным западным писателям-романтикам по сути ничего не объясняет в творческом методе Александра Грина.
Так, критик Горнфельд писал в 1910 году: «Чужие люди ему свои, далёкие страны ему близки, потому что это люди, потому что все страны — наша земля… Поэтому Брет-Гарт или Киплинг, или По, которые и в самом деле дали многое рассказам Грина, — только оболочка… Грин по преимуществу поэт напряжённой жизни. Он хочет говорить только о важном, о главном, о роковом: и не в быту, а в душе человеческой». Л. Н. Войтоловский поддержал Горнфельда, говоря о рассказе «Остров Рено»: «Может быть, этот воздух не совсем тропический, но это новый особый воздух, которым дышит вся современность — тревожная, душная, напряжённая и бессильная… Романтика романтике рознь. И декадентов называют романтиками… У Грина романтизм другого сорта. Он сродни романтизму Горького… Он дышит верой в жизнь, жаждой здоровых и сильных ощущений». Родство романтических произведений Горького и Грина отмечали и другие критики, например, В. Е. Ковский.
Ещё раз к аллюзиям Эдгара По у Грина Аркадий Горнфельд вернулся в 1917 году в рецензии на рассказ «Искатель приключений». «По первому впечатлению рассказ г. Александра Грина легко принять за рассказ Эдгара По… Не трудно раскрыть и показать всё, что есть внешнего, условного, механического в этом подражании… русское подражание бесконечно слабее английского подлинника. Оно в самом деле слабее… Об этом… не стоило бы говорить, если бы Грин был бессильный подражатель, если бы он писал только никчёмные пародии на Эдгара По, если бы только ненужной обидой было бы сопоставление его произведений с творчеством его замечательного прообраза… Грин — незаурядная фигура в нашей беллетристике, то, что он мало оценён, коренится в известной степени в его недостатках, но гораздо более значительную роль играют его достоинства… Грин всё-таки не подражатель Эдгара По, не усвоитель трафарета, даже не стилизатор; он самостоятелен более, чем многие пишущие заурядные рассказы… У Грина же в основе нет шаблона;… Грин был бы Грином, если бы не было Эдгара По».
Постепенно в критике 1910-х годов формируется мнение о писателе как о «мастере сюжета», стилизаторе и романтике. Поэтому в последующие десятилетия лейтмотивом исследования Грина стало изучение психологизма писателя и принципов его сюжетосложения.

### Критика 1920—1930-х годов
В 1920-е годы после написания Грином своих самых значительных произведений интерес к его прозе достиг своей вершины. Эдуард Багрицкий писал, что «мало кто из русских писателей так прекрасно овладел словом во всей его полноценности». Максим Горький так отзывался о Грине: «полезный сказочник, нужный фантазёр». Маяковский, наоборот, скептически относился к творчеству Грина: «Прилавок большого магазина „Бакинский рабочий“. Всего умещается 47 книг… Из умещённых — 22 иностранных… Русский, так и то Грин».
В 1930—1940-е годы внимание к творчеству А. Грина осложнилось общей идеологизированностью литературоведения Тем не менее, в 1930-е годы вышли статьи о Грине Мариэтты Шагинян, Корнелия Зелинского, Константина Паустовского, Цезаря Вольпе, Михаила Левидова, Михаила Слонимского, Ивана Сергиевского, Александра Роскина. По мнению Шагинян, «несчастье и беда Грина в том, что он развил и воплотил свою тему не на материале живой действительности, — тогда перед нами была бы подлинная романтика социализма, — а на материале условного мира сказки, целиком включённого в „ассоциативную систему“ капиталистических отношений».
Иным был подход Корнелия Зелинского. Как и Горнфельд, он сопоставляет творческий метод Грина и Эдгара По. По мнению Зелинского, А. Грин не просто мечтатель, а «воинственный мечтатель». Рассуждая о стиле писателя, он приходит к следующему выводу: «В вечной охоте за мелодией поэтической фантазии Грин научился сплетать такие словесные сети, так вольно, упруго и тонко оперировать со словом, что его мастерство не может не привлечь нашего рабочего интереса». «Грин в своих фантастических новеллах создает такую игру художественных форм, где содержание передаётся также и движением словесных частей, свойствами затруднённого стиля». «На рассказах Грина можно проследить любопытное и постепенное превращение его стиля, в связи с эволюцией от реалиста к фантасту, от Куприна к… Эдгару По». По мнению Зелинского, Грин «никогда не был вместе с революцией. Он был случайным попутчиком в ней. Одинокий бродяга, люмпен-пролетарий… слабый, лишённый чувства класса и даже коллектива… Ему не было никакого дела до революции и до внешнего мира, а новый революционный читатель выронил из рук его книги, потому что они показались ему старомодными».
Не избежал традиционного сравнения Грина с классиками приключенческого жанра на Западе литературовед Иван Сергиевский: «Романы и рассказы Грина перекликаются с произведениями классика авантюрно-фантастической новеллы Эдгара По и лучшими произведениями Джозефа Конрада. Однако у Грина нет силы мысли, нет и реалистических черт этих писателей. Он много ближе к авантюрно-фантастической новелле художников современного декаданса типа, скажем, Мак-Орлана». В конце концов, И. В. Сергиевский всё же приходит к выводу о преодолении Александром Грином «авантюрного канона литературы буржуазного декаданса».
Но не все довоенные критики могли уложить Грина в привычную схему социалистического творчества. Идеологизированный подход к писателю в довоенной публицистике со всей силой обнаружился в статье Веры Смирновой «Корабль без флага». По её мнению, писатели, подобные Грину, заслуживают того, чтобы их антисоветская сущность была предъявлена со всей очевидностью, и «у корабля, на котором Грин со своей командой отверженных отплыл от берегов своего отечества, нет никакого флага, он держит путь „в никуда“». Многие критики объявили творчество Грина и его самого реакционными и идеалистическими: «Творчество Грина чуждо нашей действительности. От неё Грин уходит в дебри приключений, в мир каких-то потусторонних теней. „Бегущая по волнам“ не является исключением из этого правила. По своим настроениям и темам книга непонятна, чужда рабочему классу».

### Послевоенная критика
Свободное обсуждение творчества Грина было прервано в конце сороковых годов в пору идеологической борьбы с представителями так называемого космополитизма. Выполняя установки новой программы ВКП(б) по ужесточению идеологического курса страны и за утверждение нового «советского патриотизма», советский писатель В. М. Важдаев в статье «Проповедник космополитизма» в журнале «Новый мир» (1950) обратился к творчеству Александра Грина. Вся статья Важдаева — это открытый и недвусмысленный призыв к борьбе с космополитизмом, который воплощал собой, по утверждению Важдаева, А. С. Грин: «В этой связи нелишне приглядеться к своеобразному культу Александра Грина, третьестепенного писателя, автора „фантастических“ романов и новелл, писателя, которого в течение многих лет упорно воспевала эстетическая критика».
В. Важдаев далее утверждал, что многочисленные поклонники А. Грина — Константин Паустовский, Сергей Бобров, Борис Аннибал, Мих. Слонимский, Л. Борисов и др. — преувеличивали сверх всякой меры творчество Грина в крупное явление литературы. Более того, сталинский публицист усматривал в создании «Гринландии» некую политическую подоплёку. Апофеоз Важдаева выразился в следующем утверждении: «А. Грин никогда не был безобидным „мечтателем“. Он был воинствующим реакционером и космополитом». «Мастерство художника неразрывно связано с его мировоззрением, определяется им; новаторство возможно лишь там, где наличествует смелая революционная мысль, глубокая идейность и преданность художника своей родине и народу». А творчество А. Грина, по мысли Важдаева, не соответствовало требованиям революционного новаторства, поскольку Грин не любил своей родины, зато живописал и поэтизировал чуждый буржуазный мир. Риторика Важдаева была слово в слово повторена в статье А. Тарасенкова «О национальных традициях и буржуазном космополитизме» в журнале «Знамя», вышедшей одновременно со статьёй Важдаева.
После смерти Сталина книги Грина вновь оказались востребованы читателями. Идеологический подход к Грину постепенно стал уступать место литературоведческому. В 1955 году в книге «Золотая роза» Константин Паустовский следующим образом оценил значение повести «Алые паруса»: «Если бы Грин умер, оставив нам только одну свою поэму в прозе „Алые паруса“, то и этого было бы довольно, чтобы поставить его в ряды замечательных писателей, тревожащих человеческое сердце призывом к совершенству».
Писатель и литературовед Виктор Шкловский, размышляя о Грине-романтике, писал, что Грин «руководил людьми, уводя их от стремления к обыденному мещанскому благополучию. Он учил их быть смелыми, правдивыми, верящими в себя, верящими в Человека».

### Поздняя советская критика
Писатель и критик Владимир Амлинский обратил внимание на своеобразное одиночество Грина в литературном мире Советского Союза. «В сегодняшнем литературном процессе он заметен менее чем кто-нибудь из Мастеров его масштаба, в сегодняшней критике (…) имя его упоминается вскользь». Анализируя творчество Грина в сопоставлении с творчеством в чём-то сходных с Грином М. Булгакова, А. Платонова, К. Паустовского, Амлинский делает следующий вывод: «Неудача Грина заключается в необычайной сгущённости романтизма, которая дала обратный эффект, особенно в ранних рассказах».
Вадим Ковский считает, что «проза Грина нередко провоцирует „поверхностный энтузиазм“ (…) Однако чаще всего Грин попросту обводит нас вокруг пальца, скрывая под маской авантюрно-приключенческого жанра и безошибочностью эмоционального удара высокую художественную мысль, сложную концепцию личности, разветвлённую систему связей с окружающей действительностью». «Грину свойственно в высшей степени поэтическое, отличающееся всепроникающим лиризмом видение мира. „Познавательная часть“, материальная спецификация описания такому видению противопоказаны», — пишет он в книге «Романтический мир Александра Грина».
Анатолий Бритиков утверждал, что «гриновская традиция укрепила в фантастической литературе человеческое начало, и можно пожалеть, что мы так долго заблуждались относительно его творчества. Грин воспринимается сегодня связующим звеном между человековеденьем „большой“ реалистической литературы и „машиноведеньем“ золушки-фантастики. В значительной мере ему мы обязаны тем, что наша фантастика, отсвечивающая металлом звездолетов и счетнорешающих машин, потеплела в 50—60-е годы человеческими страстями».

### Постсоветская критика

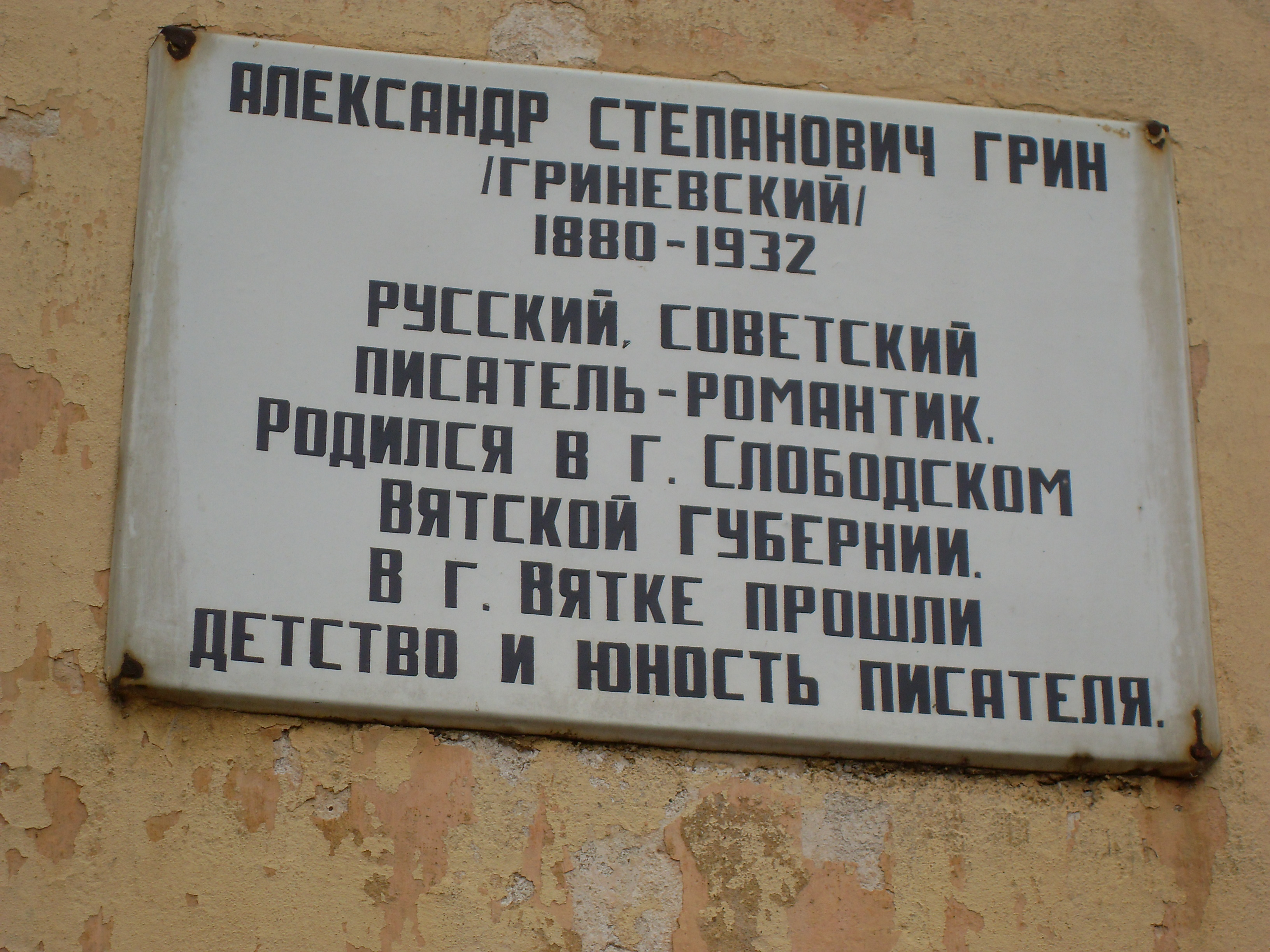
Мемориальная доска на набережной Грина, д. 21, в Кирове

Критик В. А. Ревич (1929—1997) в посмертно изданном очерке «Нереальная реальность» заявил, что обвинявшие Грина в «бегстве от действительности» были во многом правы — демонстративное игнорирование окружающих имперских или советских реалий было намеренным вызовом порокам этой действительности. Потому что Грин никогда не был отстранённым от жизни беллетристом, «его мир — мир воинствующего добра, добра и гармонии. В отличие от многих шумных и самонадеянных современников Грин читается сегодня ничуть не хуже, чем в момент первой публикации. Значит, в его условных сюжетах заключено нечто вечное».
Критик и писательница Ирина Васюченко в монографии «Жизнь и творчество Александра Грина» пишет, что Грин имел не только многочисленных предшественников, но также и наследников. В их числе она указывает Владимира Набокова. По её мнению, гриновская манера письма близка стилистике романа В. В. Набокова «Приглашение на казнь». Васюченко утверждает также, что Грину удалось предвосхитить творческие искания Михаила Булгакова в романе «Мастер и Маргарита». На сходство рассказа Грина «Фанданго» и некоторых эпизодов романа Булгакова обращала внимание также литературовед Мариэтта Чудакова.
Современная писательница Наталья Метелёва опубликовала собственный анализ творчества Грина. Основой гриновского мироощущения является, по её мнению, детское отношение к миру (инфантильность). Писателя отличает «наивность <…> вечного подростка при полной неприспособленности к бытию в мире, которую он сохранил до конца жизни». «Когда говорят о „романтическом максимализме“ А. С. Грина, всегда почему-то забывают, что максимализм во взрослом состоянии — признак инфантильного развития личности». Метелёва упрекает Грина в недоброжелательном отношении к техническому прогрессу, называет писателя «буревестником хиппи», а в его книгах видит «вечные мечты иждивенца об уравниловке» («„делайте добро“: вы заметили, за чей счёт это добро делается?»).
Гриновед Наталья Орищук указывает, что к Грину более применим термин неоромантизм, нежели привычный романтизм. Она подробно останавливается на процессе «советизации» творчества Грина в 1960-е годы — посмертного вписывания изначально аполитичного творчества писателя в контекст искусства социалистического реализма. По её мнению, произведения Грина стали объектом весьма интенсивной идеологической обработки. Возникший в результате советский стереотип восприятия Грина стал уникальным культурным феноменом — «знак Грина». «Продуктами советского идеологического мифотворчества», по мнению Орищук, являются четыре мифа:
1. Преданность Грина Октябрьской революции и государственному политическому режиму.
2. Переход Грина в лоно социалистического реализма.
3. Истолкование ранней прозы Грина как политической декларации писателя.
4. Грин как автор произведений для детей.

В результате в 1960-е годы сформировался феномен массового советского культа Грина.

## Семья
Отец: Гриневский Стефан Евзибиевич (Степан Евсеевич) (1843—1914).

Мать: Лепкова Анна Степановна (1857—1895).
- Сестра: Гриневская Антонина Степановна (1887—1969).
- Сестра: Гриневская Екатерина Степановна (1889—1968).
- Брат: Гриневский Борис Степанович (1894—1949).

Мачеха: Чернышёва Лидия Авенировна (?—1941).
- Единокровный брат: Гриневский Николай Степанович (1896—1960).
- Единокровная сестра: Гриневская Варвара Степановна (1898—1961), её муж: Запольский Бронислав.
  - Племянник: Запольский Май Брониславович (1924 — ?), капитан первого ранга, кандидат военных наук.
  - Племянница: Запольская Алла Брониславовна.
- Единокровная сестра: Гриневская Ангелина Степановна (1902—1971)

Жёны:
1. Абрамова Вера Павловна (1882—1951), писатель, химик.
2. Генсиорская Мария Владиславовна (Долидзе).
3. Миронова Нина Николаевна (1894—1970).
Её племянник Лев Миронов послужил прототипом Роберта Найта, героя повести А. Куприна «Ранчо „Каменный столб“»[138].

## Память

### Названы в честь Александра Грина

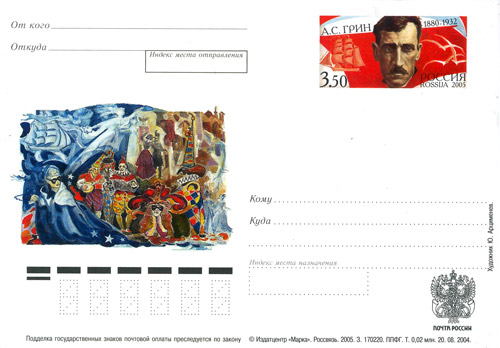
А. С. Грин, «Алые паруса» и мотивы других его произведений на почтовой карточке с оригинальной маркой России 2005 года ко 125-летию со дня рождения писателя

- 17 февраля 1984 года имя «Гриневия» (2786 Grinevia) присвоено малой планете, открытой 6 сентября 1978 года советским астрономом Н. С. Черных в Крымской астрофизической обсерватории[139].

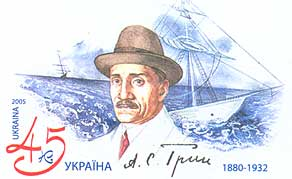
Александр Грин на почтовой марке Украины, 2005

- В 2000 году к 120-летию со дня рождения А. С. Грина Союз писателей России, администрация городов Кирова и Слободского учредили ежегодную Российскую литературную премию имени Александра Грина за произведения для детей и юношества, проникнутые духом романтики и надежды.
- В 2012 году трёхпалубный речной пассажирский теплоход получил имя «Александр Грин».
- В честь А. С. Грина назван мыс Грина на острове Сахалин[140].

#### Музеи
- В 1960 году, к восьмидесятилетию со дня рождения, женой писателя открыт Дом-музей писателя в Старом Крыму.
- В 1970 году в Феодосии также создан литературно-мемориальный музей Грина.
- К столетию со дня рождения, в 1980 году, открыт музей Александра Грина в Кирове[141].
- В 2010 году в городе Слободской создан Музей романтики Александра Грина[142].

#### Гриновские чтения и фестивали
- Международная научная конференция «Гриновские чтения» — проходит по чётным годам в г. Феодосии с 1988 года (первая половина сентября)[143].
- Гриновские чтения в Кирове — проводятся раз в 5 лет (иногда чаще) с 1975 года, в день рождения писателя (23 августа)[144].
- С 1987 года в селе Башарово близ Кирова проводится фестиваль авторской песни «Гринландия»[145].
- «Берег Грина» — дальневосточный фестиваль авторской песни и поэзии вблизи Находки; проводится с 1994 года[146][147].
- Ежегодный фестиваль «Гринландия» в Старом Крыму, проводимый с 2005 года в день рождения писателя[148].

#### Улицы
Улица Александра Грина существует во многих российских городах:
- Архангельск,
- Геленджик,
- Москва (с 1986 года),
- Набережные Челны,
- Санкт-Петербург[149],
- Слободской,
- Старый Крым,
- Феодосия.

В Кирове есть набережная, названная именем писателя..

#### Библиотеки
Именем Грина названы несколько крупных библиотек :
- Кировская областная библиотека для детей и юношества[150].
- В 1987 году библиотеке № 122 г. Москвы (входящей в структуру ЦБС ЮВАО) было присвоено имя писателя-романиста Александра Грина[151].
- Городская библиотека в Слободском[152].
- Библиотека в Нижнем Новгороде[153].
- Центральная городская библиотека в Феодосии[154].

#### Прочее

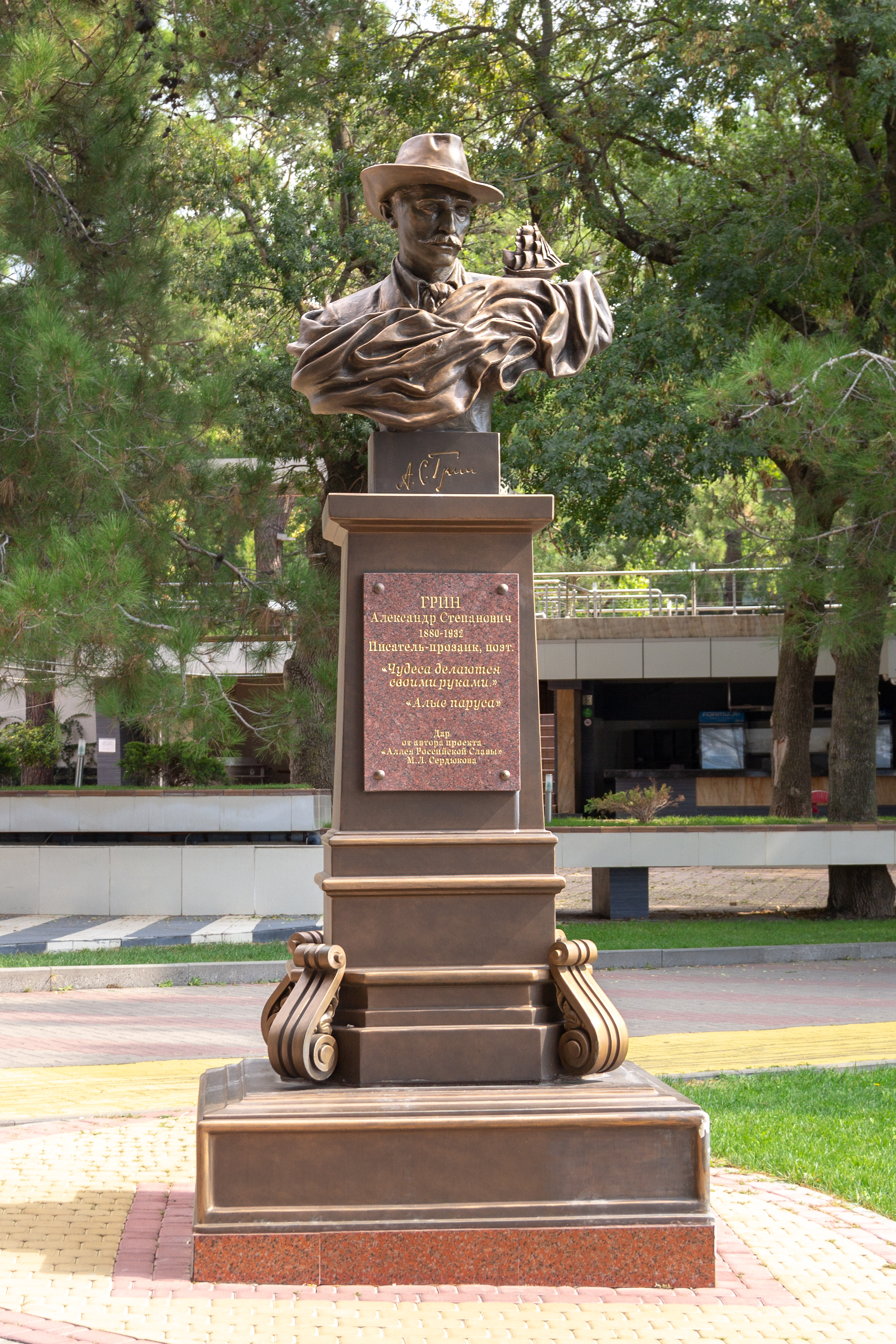
Бюст А. С. Грина в Геленджике

- В Кирове существует Гимназия имени Александра Грина[155].
- В 1986 году в Ленинграде на доме по адресу улица Декабристов дом 11 была открыта мемориальная доска (архитектор В. Б. Бухаев) с текстом: «В этом доме в 1921—1922 годах жил и работал известный советский писатель Александр Грин». Доска должна находиться на улице Пестеля, дом 11 (в начале 1920 годов она называлась «улица Декабриста Пестеля»), но более 30 лет доска висит по другому адресу.
- В 2000 году в Кирове на набережной Грина установлен бронзовый бюст писателю. (Скульпторы Коциенко К. И. и Бондарев В. А.)
- В Санкт-Петербурге существует традиция, когда ночью в устье Невы на выпускной бал российских школьников входит парусный корабль с алыми парусами. См. Алые паруса (праздник выпускников).
- В 1987 году в городе Чусовом (где некоторое время жил Грин в юности) в этнографическом парке по инициативе Леонарда Постникова местный скульптор Виктор Бокарёв создал проект памятника Александру Грину, а через год пермяк Радик Мустафин высек из цельного куска гранита образ писателя. Этот памятник единственный в своём роде, поскольку больше не существует памятников Александру Грину в полный рост[156]. Сейчас памятник стоит прямо в водах речки Архиповки. К нему часто, согласно сложившейся традиции, приходят молодожёны. Рядом с Грином качаются на волнах его «алые паруса».
- В 2014 году в Санкт-Петербурге в честь писателя назван бульвар Грина[157].
- В 2018 году на набережной Геленджика на двухметровом постаменте с цитатами из произведений А. Грина установлен бюст писателя, выполненный из гранита и окрашенный под бронзу. Поблизости расположена скульптурная композиция «Ассоль и Алые паруса»[158].

### Адреса проживания
Вятская губерния
- (1880—1881) г. Слободской.

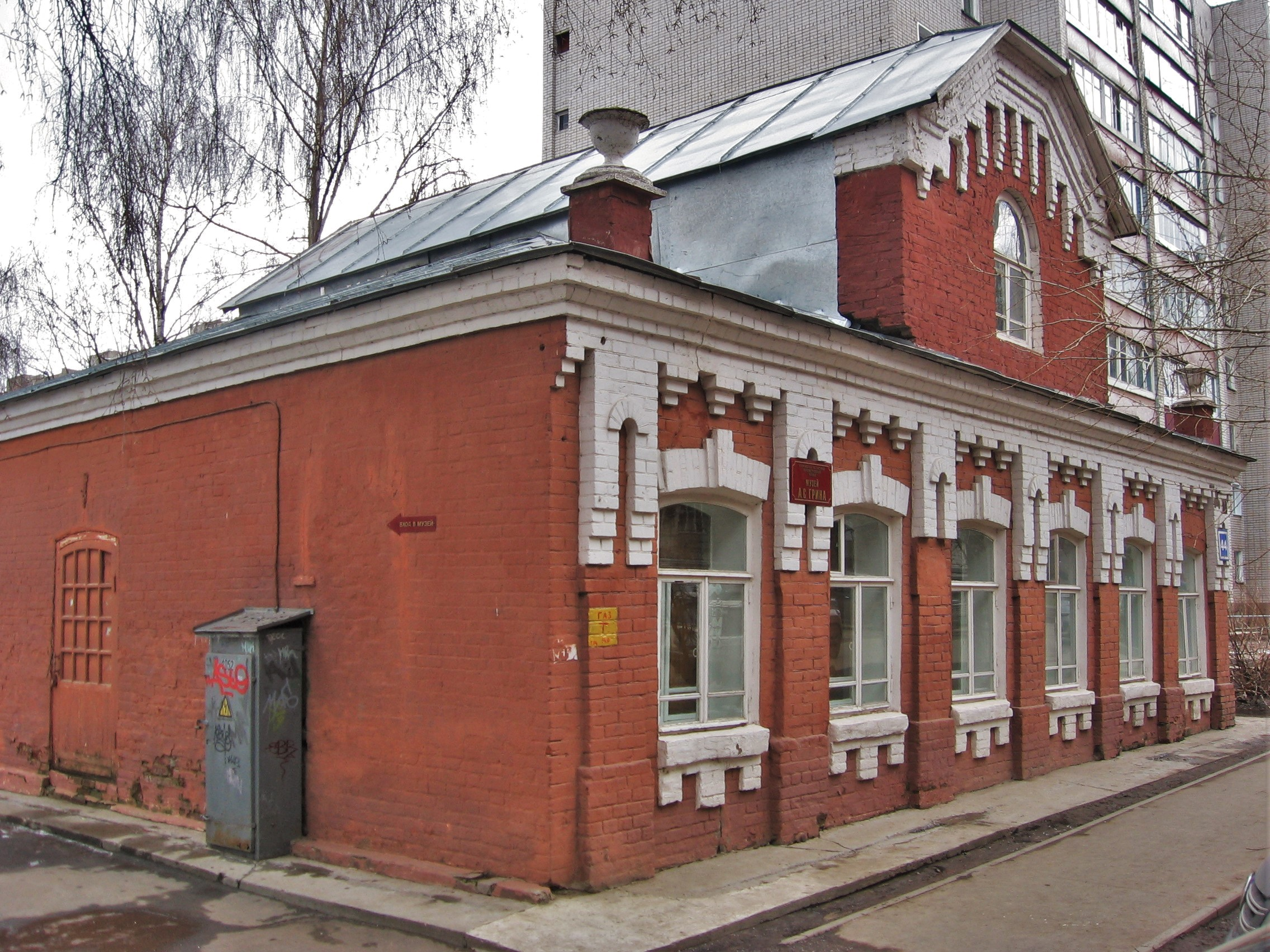
Дом-музей А. С. Грина, Киров. Находится на месте дома, где прошло детство будущего писателя в 1888—1894 годах. Ветхий дом снесён в 1902 году, новое здание построено в 1905 году

- (1881—1888) Вятка, в здании Вятской губернской земской управы.
- (1888—1894) Вятка, ул. Никитская (ныне ул. Володарского, 44)[159].
- (1894—1896) Вятка, ул. Преображенская, 17.

Санкт-Петербург — Петроград — Ленинград

- (1913—1914) — Загородный пр., 10[160].
- (1914—1916) — Невский пр. 77 — Пушкинская ул., 1[161].
- (1916—1917) — 7-я линия Васильевского острова, 6[162].
- (1920 — май 1921) — Дом искусств (ДИСК) — Невский пр., 15[163].
- (Май 1921 — февраль 1922 года) —Пестеля ул., 11[164].
- (1922—1924) — 8-я Советская ул. 23[165], по другим данным, дом 21[166].

Одесса
- ул. Ланжероновская, 2.

Феодосия
- (1924—1928) Галерейная ул., 10.
- (1929) Лазаретная (Верхне-Лазаретная) улица, 7. (Куйбышева, д. 31)

Старый Крым
- (Май—июль 1932) — ул. Карла Либкнехта, 40 (ныне 52).

## Экранизации
- 1922 — Последняя ставка мистера Энниока, реж. Владимир Гардин
- 1958 — Акварель, реж. Отар Иоселиани
- 1961 — Алые паруса, реж. А. Л. Птушко
- 1965 — Корабли в Лиссе (телеспектакль, реж. Давид Карасик, Лев Додин)
- 1967 — Бегущая по волнам, реж. П. Г. Любимов
- 1968 — Рыцарь мечты (псевдобиографическая кинобаллада о юности А. Грина, реж. В. Дербенёв, Молдова-фильм, Ленфильм)
- 1969 — Колония Ланфиер, реж. Ян Шмидт
- 1972 — Моргиана, реж. Юрай Герц
- 1975 — Гнев отца (короткометражный, черно-белый, немой фильм, реж. Владислав Крапивин)
- 1976 — Избавитель, реж. Крсто Папич
- 1982 — Ассоль (телевизионный фильм-спектакль, реж. Б. П. Степанцев)
- 1983 — Человек из страны Грин (телеспектакль, реж. Тамара Павлюченко)
- 1984 — Блистающий мир, реж. Булат Мансуров
- 1984 — Жизнь и книги Александра Грина (телеспектакль)
- 1986 — Золотая цепь, реж. Александр Муратов
- 1988 — Господин оформитель, реж. Олег Тепцов
- 1988 — Гнев отца (короткометражный телефильм, реж. И. Морозов)
- 1990 — Сто вёрст по реке, реж. Эрикс Лацис
- 1992 — Дорога никуда, реж. Александр Муратов
- 1992 — Крысолов (короткометражный фильм, реж. Юрий Покровский)
- 1994 — Анготэя (короткометражный фильм, реж. Елена Маликова)
- 1995 — Гелли и Нок, реж. Вадим Ильенко
- 2001 — Алые паруса, реж. Мирослав Янек, Петр Форман
- 2003 — Инфекция, реж. Крсто Папич
- 2007 — Бегущая по волнам, реж. Валерий Пендраковский
- 2010 — Правдивая история об Алых парусах, реж. Александр Стеколенко
- 2010 — Человек из несбывшегося (док. фильм, реж. В. Недошивин)
- 2015 — Арвентур, реж. Ирина Евтеева

## Комментарии
1. ↑   Поскольку один из обвиняемых был дворянином, уголовное дело по обвинению «крестьянина Михаила Назарьева» в краже, а «запасного рядового Ильи Петрова Ходырева и потомственного дворянина Александра Степанова Гриневского» в сбыте краденого рассматривалось судом присяжных.
2. ↑  Вера Павловна (1882—1951), в дальнейшем жена геолога Казимира Петровича Калицкого (1873—1941).
3. ↑  Декрет «О печати» 27 октября (9 ноября) 1917 года санкционировал закрытие органов прессы, «призывающих к сопротивлению или неповиновению Рабочему и Крестьянскому правительству» и/или «сеющих смуту путём явно клеветнического извращения фактов».  В декрете указывался «временный характер» запрета и то, что он «будет отменён особым указом по наступлении нормальных условий общественной жизни». Однако свобода печати в СССР была восстановлена лишь в годы горбачевской «перестройки».
4. ↑  Солнце России, 1917, № 380, с. 10.
5. ↑  В Риге есть улица Александра Грина, но она названа в честь латышского писателя Александрса Гринса — тёзки русского романтика.